# Rijswijk (Zuid-Holland)

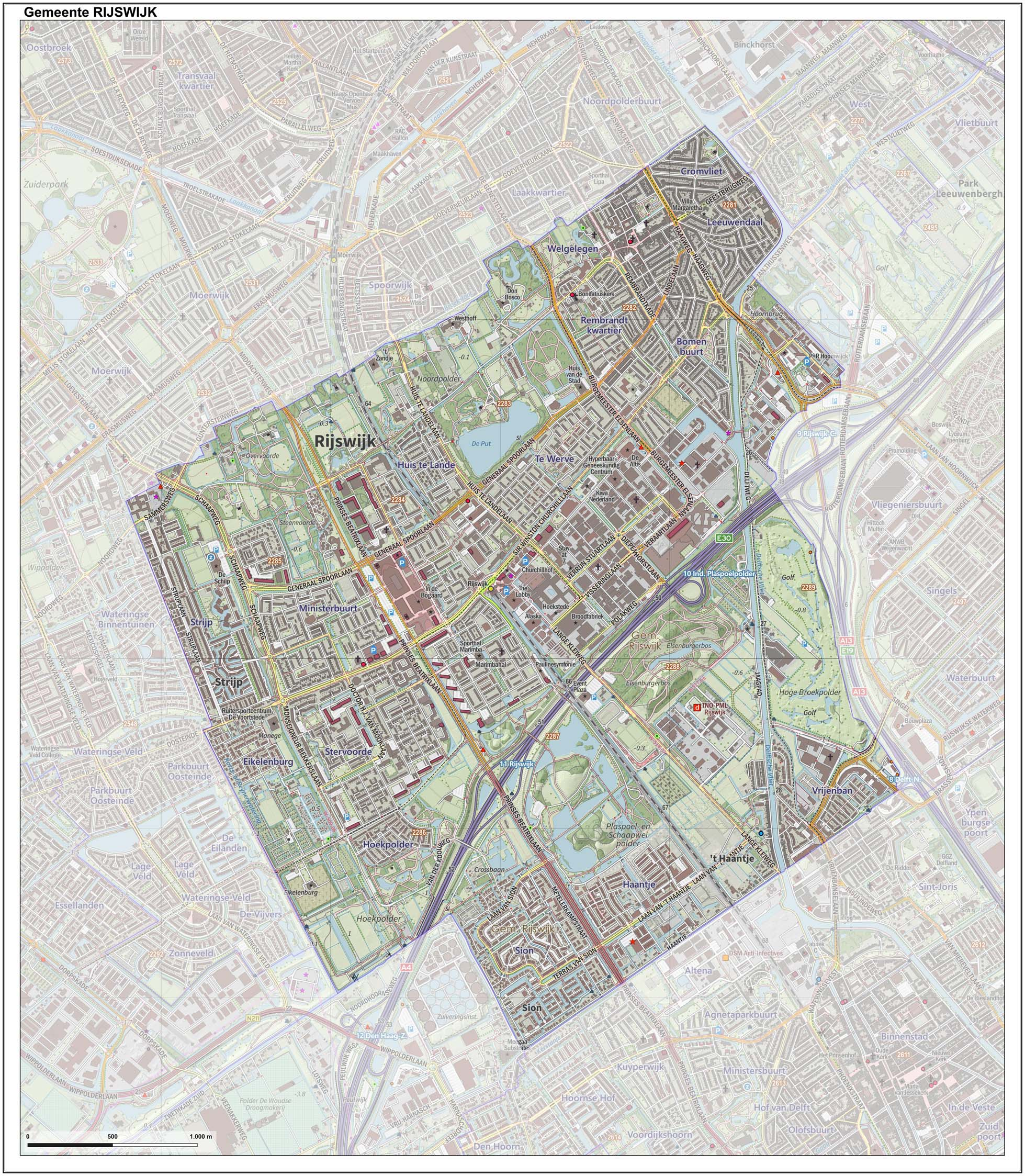
Topografische gemeentekaart van Rijswijk, september 2022.

Rijswijk (uitspraakⓘ) is een stad en gemeente in de Nederlandse provincie Zuid-Holland. De gemeente ligt aan de zuidkant van Den Haag en aan de noordrand van Delft en heeft een oppervlakte van 14 km². Rijswijk heeft 59.642 inwoners. De gemeente maakt deel uit van de Metropoolregio Rotterdam Den Haag.

## Geschiedenis van Rijswijk
Tot de dertiende eeuw was er van een dorp met de naam Rijswijk waarschijnlijk nog geen sprake. De vroegste schriftelijke vermelding van deze naam is in een charter uit 1267 waarin een parochie in Rijswijk wordt vermeld.

### Prehistorie
Rijswijk is gebouwd in het Hollandse kustgebied dat vroeger tot de rivierendelta behoorde. De kustlijn lag ca. 3700 v.Chr. door het huidige zuidelijk gedeelte van Rijswijk maar verschoof in de loop der jaren naar het westen. Achter de duinen ontstond een veengebied, maar dat verdween uiteindelijk weer als gevolg van het regelmatig binnentreden van de zee. Er ontstond een krekensysteem, waarvan de grootste kreek, de Gantel, door het Westland tot aan het huidige Delft liep. De oeverwallen naast de kreken werden vestigingsplaatsen voor vroege bewoners van het Rijswijks grondgebied. De oude waterlopen klonken minder in dan het omliggende landschap. Als gevolg van deze reliëfinversie zijn de zo gevormde kreekruggen tegenwoordig verhogingen in het landschap. In dit zuidelijk deel van Rijswijk vindt men de resten van de Gantel nog terug in de vorm van zandafzettingen.
De eerste bewoning vond in de Nieuwe Steentijd plaats, eerst in het veengebied achter de strandwallen, maar later, toen het waterpeil steeg, op de strandwallen. De oudste sporen van menselijke bewoning dateren van 3500 v.Chr. in de Nieuwe Steentijd. Opgravingen in de Hoekpolder (1993) en Ypenburg (1998) duiden daarop. In het bijzonder de opgraving op Ypenburg leverde een goed geconserveerd grafveld op met 42 individuen. Deze bewoners waren jager-verzamelaars en hielden zich bezig met verzamelen van zaden en vruchten, jacht, visvangst en later, veeteelt. Opgravingen in de aan Rijswijks grondgebied grenzende Harnaschpolder wijzen er op dat er al sprake was van een zekere mate van permanente bewoning in het kustgebied.
In 2000 werden voor de aanvang van bouwactiviteiten bij het sportcomplex De Schilp eveneens sporen van bewoning uit de Nieuwe Steentijd gevonden, gedateerd op 2600-2500 v.Chr. De eerstvolgende vondsten stammen uit de IJzertijd. Rond 300 v.Chr. drong de zee opnieuw het land binnen waardoor het veengebied geleidelijk aan verdween. Op de overgebleven zandruggen vestigden de eerste mensen zich toen waarschijnlijk permanent, want sporen op het Kerkplein en bij De Schilp toonden het gebruik aan van een eergetouw, een primitieve ploeg.

### Romeinse tijd

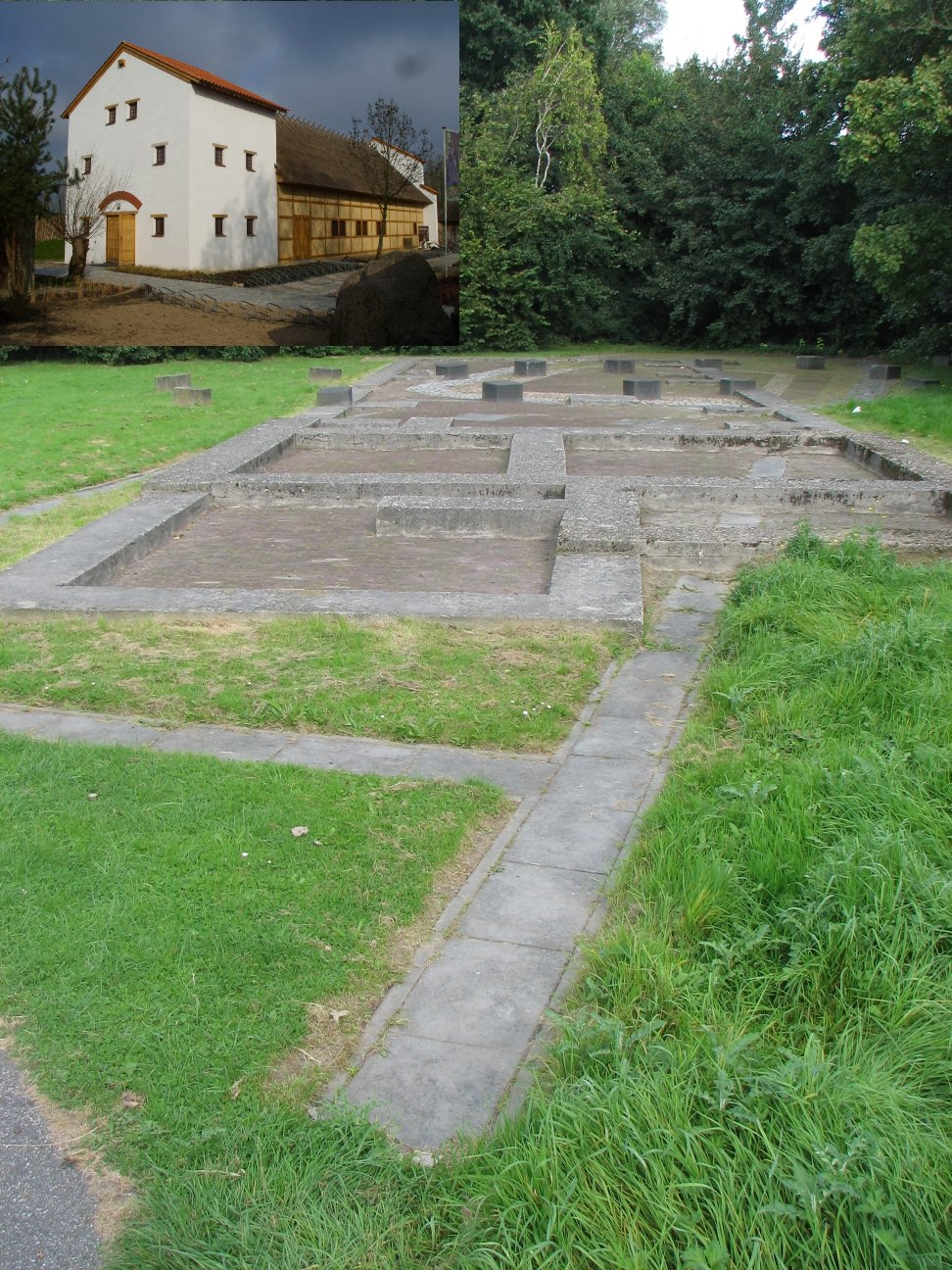
De fundamenten van de nederzetting van de Cananefaten aan de Tubasingel zijn nu gemarkeerd met stenen. Verschillende versies van de bouw zijn met onderscheidende stenen aangegeven. Inzet: Reconstructie in het Archeon.

De Romeinen veroverden in 12 v.Chr. het toen door de Cananefaten bewoonde gebied tot aan de Oude Rijn en stichtten Forum Hadriani in het huidige Voorburg. De bewoning nam daardoor sterk toe. Nederzettingen in een verkaveld landschap – veelal gericht op de productie van agrarische en ambachtelijke goederen – zullen een directe of indirecte (handels)relatie hebben gehad tot Forum Hadriani. De huidige Churchilllaan vormde het tracé van het Kanaal van Corbulo, een verbindingskanaal tussen de Oude Rijn en de Maasmonding dat in 47 werd gegraven. Parallel aan dit kanaal lag een Romeinse weg. Op het Rijswijkse grondgebied werden twee mijlpalen gevonden die langs deze weg stonden. In 1963 werd een mijlpaal gevonden met de naam van keizer Decius. Een deel van een tweede mijlpaal werd in 2005 opgegraven op de hoek van de Churchilllaan en de Huis te Landelaan met de naam van keizer Caracalla.
De aanwezigheid van een Romeinse weg werd in 1996 bevestigd door de vondst van vier mijlpalen in het Wateringse Veld. De vondst toont het belang van de weg aan in het Romeinse wegennet. Op verschillende plaatsen in Rijswijk zijn vondsten gedaan die wijzen op bewoning in deze tijd, en in 1967 werd aan de Tubasingel een uitgebreide inheemse agrarische nederzetting uit de Romeinse tijd opgegraven, die waarschijnlijk tot de 3e eeuw n.Chr. heeft bestaan. Aanvankelijk waren dit gebouwen van hout en riet. Deze gebouwen moesten van tijd tot tijd herbouwd worden. Bij de vervanging werd een van de boerderijen deels uit steen opgetrokken, wat moest worden aangevoerd. De fundamenten toonden typisch Romeinse invloeden, zoals vloerverwarming en tegels. Bij de ingang van het Archeon in Alphen aan den Rijn is deze boerderij iets groter (120% en 5 meter langer) gereconstrueerd en biedt huisvesting aan het Archeologiehuis Zuid-Holland. Vondsten van ijzer- en smeedhaardslakken duiden op metaalbewerking.

### De middeleeuwen
Met het vertrek van de Romeinen in de 4e eeuw verdween waarschijnlijk ook de bewoning van het gebied weer grotendeels. Er zijn uit deze periode geen archeologische vondsten gedaan. Pas met de opkomst van het Graafschap Holland kwam daar verandering in. In een oorkonde van 1083 wordt al een Deddo van Rijswijk genoemd, maar het staat niet vast dat zijn naam verbonden is met de locatie van het huidige Rijswijk. In de 12e eeuw ontstond vraag naar landbouwgrond. De woeste klei- en veengronden werden vanuit de strandwal, waar nu de Van Vredenburchweg ligt, ontgonnen. De strokenverkaveling (NW - ZO) kwam zo tot stand. In het zuidelijke deel van Rijswijk lag gedurende de 12e eeuw een lint van boerderijen.
Rijswijk was in de vroege middeleeuwen waarschijnlijk nog onaanzienlijk en werd door de Graaf van Holland bestuurd. De voorloper van de Oude Kerk dateert uit de tweede helft van de 12e eeuw. 1267 is de vroegste schriftelijke vindplaats van Rijswijk in een charter waarin een parochie in Rijswijk wordt vermeld. De naam Rijswijk komt in verschillende spellingvarianten voor: Riiswiic, Risuuic, Riswic, Ryswijc, Rijswijc, Risewiic en Rysewiic. De naam is waarschijnlijk afgeleid van het rijshout dat in het gebied groeide. Wijc betekende in die tijd nederzetting. Bij Rijswijk lag het Rijswijkerbroek, een laaggelegen nat gebied, nu de Broekpolder. Het feit dat de heren van Rijswijk in de 12e en 13e eeuw het goed als ambachtsheerlijkheid in leen kregen van de graaf, betekent dat het dorp inmiddels was gegroeid. Een belangrijke impuls voor de ontwikkeling van Rijswijk was het graven van de Delftse Vliet rond 1150. Veeteelt was in Rijswijk de belangrijkste bestaansbron, maar er waren ook turfstekerijen en een steenbakkerij. Rijswijk kon via de Vliet deze producten gemakkelijk afzetten in aangrenzende steden.
Tussen de 10e en 15e eeuw schonken de graven van Holland stukken land aan belangrijke ridders, in ruil voor hun trouw. Aanvankelijk bestonden hun kastelen alleen uit een donjon. Later werden deze donjons uitgebreid met een woongedeelte, een slotgracht en een ophaalbrug. Langs de Van Vredenburchweg verrezen vier kastelen: Hodenpijl (of Te Blotinghe), Den Burch, Te Werve en Steenvoorde. Voor de bouw werden onder andere stenen uit het verlaten Romeinse Forum Hadriani gebruikt.
In 1436 vestigde een afsplitsing van de reguliere kanunniken van Sint-Hieronymusdal in Delft zich in Sion. Aan het einde van de 15e eeuw bestond Rijswijk uit ca. 100 huizen en 500 inwoners; meer dan helft van de inwoners was welgeboren. Het totale gebied was ongeveer 2.700 morgen groot. In de 15e eeuw ontstond de polderindeling zoals die nog steeds bestaat.

### De 16e eeuw

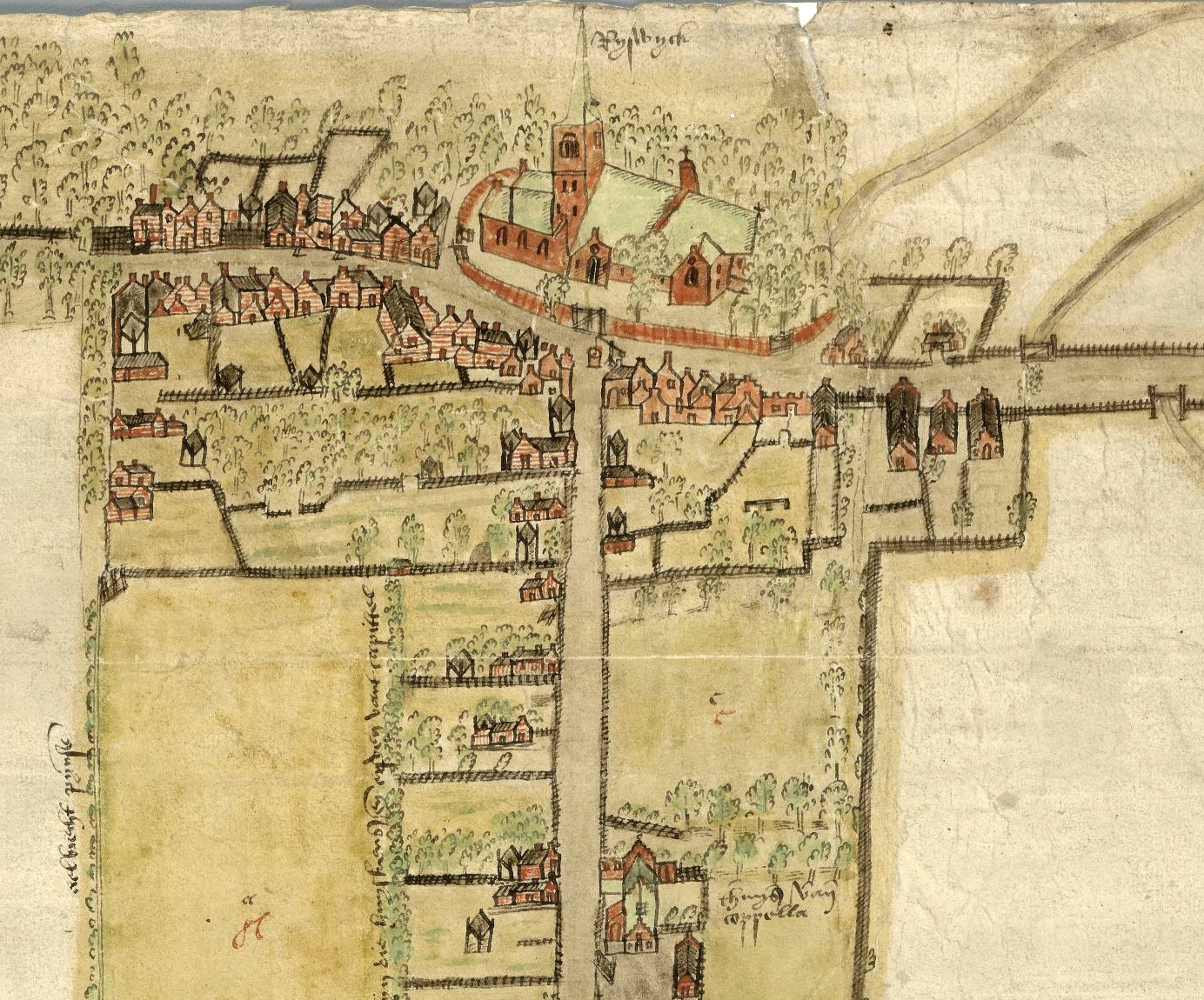
16e-eeuwse kaart van Rijswijk

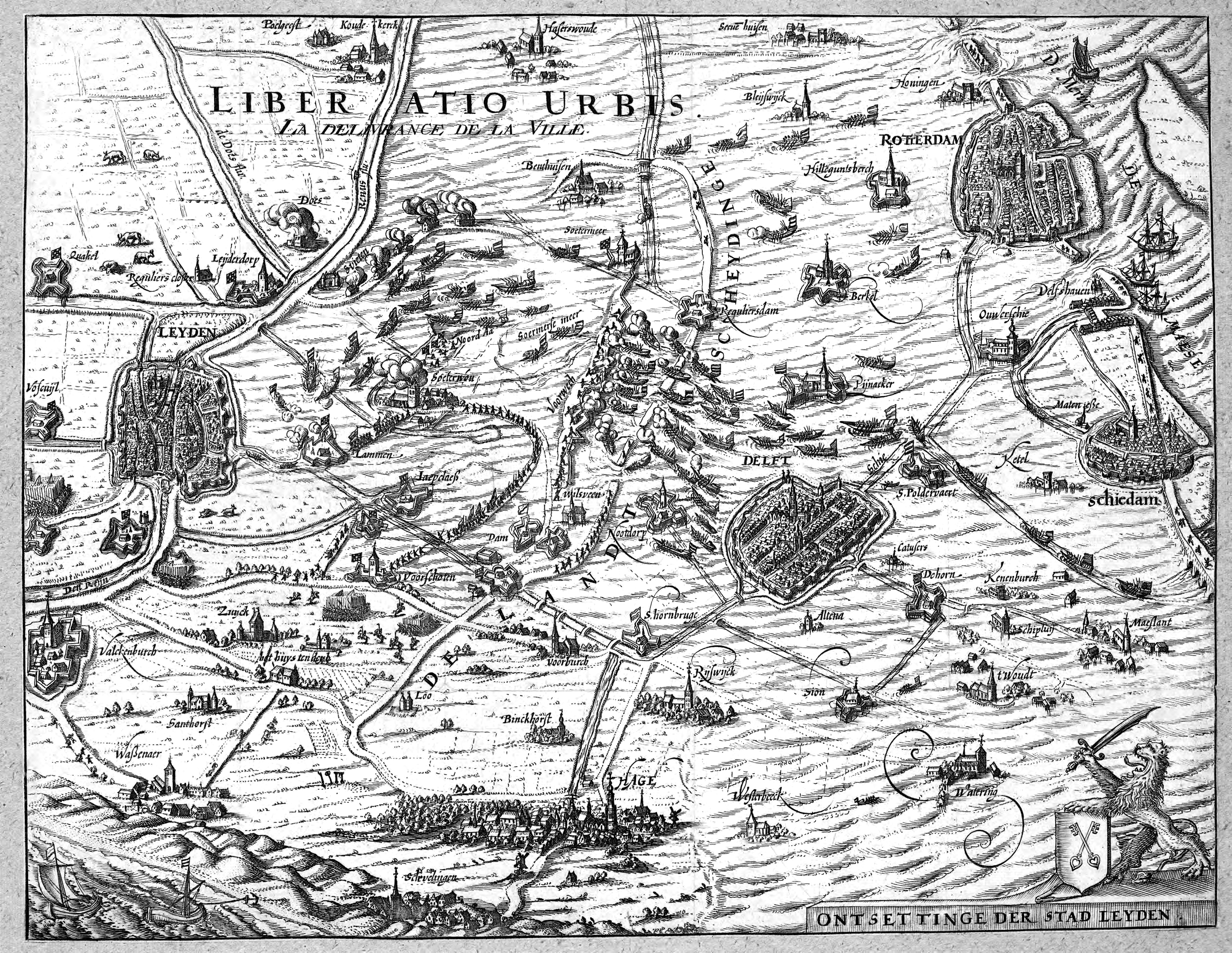
Om Leiden te ontzetten werden in 1574 de dijken doorgestoken. Het water bereikte ook Rijswijk (tussen Delft en Hage).

De lage heerlijkheid Rijswijk, die al in de 15e eeuw in het bezit van het huis Nassau was, kwam in 1544 toe aan Willem van Oranje, nadat René van Châlon was gesneuveld. Hij ruilde het 13 jaar later met Cornelis Suys voor bezittingen in Monster. De katholieke Suys kreeg bij uitzondering zowel de lage als de hoge heerlijkheid in leen, en werd een gewaardeerd ambachtsheer.
Het aantal inwoners liep in de zestiende eeuw op tot ongeveer 1.000, maar door oorlogshandelingen en plagen nam het ook weer af tot 252 in 1573. In het begin van de Tachtigjarige Oorlog had Rijswijk regelmatig te kampen met rondzwervende huurlingen. Bovendien kwam Rijswijk min of meer in de frontlinie te liggen nadat Den Haag in Spaanse handen was gevallen en Leiden en Delft belegerd werden. Er werden Spaanse soldaten in Rijswijk ingekwartierd en er werden paarden gevorderd. Huizen, molens en boerderijen werden vernield. Iemand begroef ongeveer 1.400 munten langs het uitpad van het klooster Sion. Het klooster moest worden afgebroken om te voorkomen dat het als Spaanse uitvalbasis zou worden gebruikt. Bovendien kwam het gebied onder water te staan nadat de dijken waren doorgestoken om Leiden te ontzetten. Na 1578 bleef Rijswijk echter grotendeels verschoond van het oorlogsgeweld. 
De Beeldenstorm is waarschijnlijk aan de Oude Kerk voorbijgegaan. Hoewel de kerk, net als in andere steden, overging in de handen van de calvinisten, was het moeilijk om onder de Rijswijkse gelovigen voldoende aanhang voor de nieuwe kerkgemeenschap te werven. Pas in 1588 was er sprake van een kleine gereformeerde gemeente in Rijswijk. Toen echter de strijd tussen remonstranten en contraremonstranten met het conflict tussen Johan van Oldenbarnevelt en Maurits een politieke wending kreeg, ontstond er een demonstratieve wekelijkse wandeltocht van zo'n 600 Haagse contraremonstranten naar de Rijswijkse kerk, omdat zij de dienst van de Haagse remonstrant Johannes Uyttenbogaert niet meer wilden bijwonen.
Rijswijk kreeg in die tijd een rederijkerskamer genaamd De Willighe Rijsen. Hun devies was: Wy rijsen gheneucht

### De 17e eeuw
In de 17e eeuw werd Den Haag het centrum van de macht van de Republiek der Nederlanden. De Hoornbrug in Rijswijk was vaak de locatie waar buitenlandse gezanten werden ontvangen door een delegatie van de Staten Generaal. Prins Maurits bezat in Rijswijk een stoeterij en een huis voor zijn vriendin Margaretha van Mechelen. Nadat Prins Maurits zijn landsadvocaat Van Oldenbarnevelt op beschuldiging van landverraad had laten ombrengen, ontstond er onder zijn tegenstanders, onder wie de zonen Reinier en Willem van Oldenbarnevelt, een complot om hem te vermoorden. Dat had in Rijswijk moeten gebeuren wanneer Maurits zijn stallen of zijn geliefde zou bezoeken. Tot die aanslag is het niet gekomen omdat het complot uitlekte.
Frederik Hendrik, die Maurits na diens dood in 1625 opvolgde, kocht in 1630 het landgoed Ter Nieuwburg in Rijswijk, en liet er een groot paleis bouwen. Dit voorbeeld werd spoedig een mode; veel machtige of welgestelde Nederlanders lieten in Rijswijk en omgeving een buitenplaats bouwen. Soms verbouwde men een boerderij, soms liet men op een landgoed een herenhuis bouwen. Hieronder een overzicht van de belangrijkste Rijswijkse buitenplaatsen:
| - Burchvliet - Cromvliet - De Ruyt - De Voorde - Den Burch - Delfvliet - Drievliet - Duinzigt - 's-Gravenmade - Gruisbeek - Haag- en Delfzicht - Hilvoorde - Hofrust - Hoornwijck - Huis te Hoorn - Huis te Werve - Huis ter Nieuwburg | - Leeuwendaal - Nieuwvoorde - Ottoburch - Outshoorn - Oversteen - Overvoorde - Schoonoord - Sion - Steenvoorde - Te Blotinghe/Hodenpijl - Vijverstein - Vredenoord - Welgelegen - Westervoorde - Westhof - Ypenburg - Zuidhoorn |

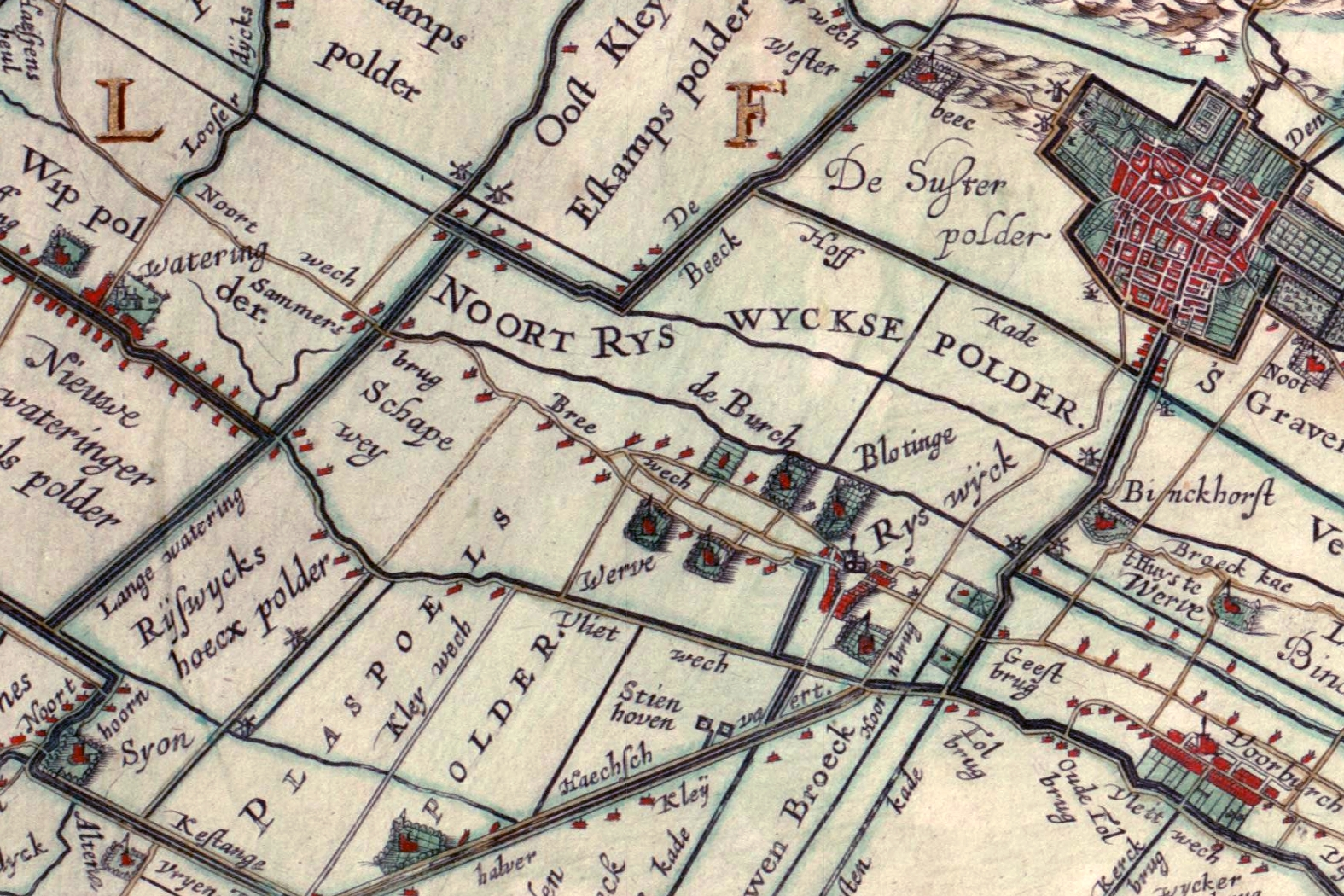
Rijswijk. Kaart van Jacob Aertsz. Colom (1647)

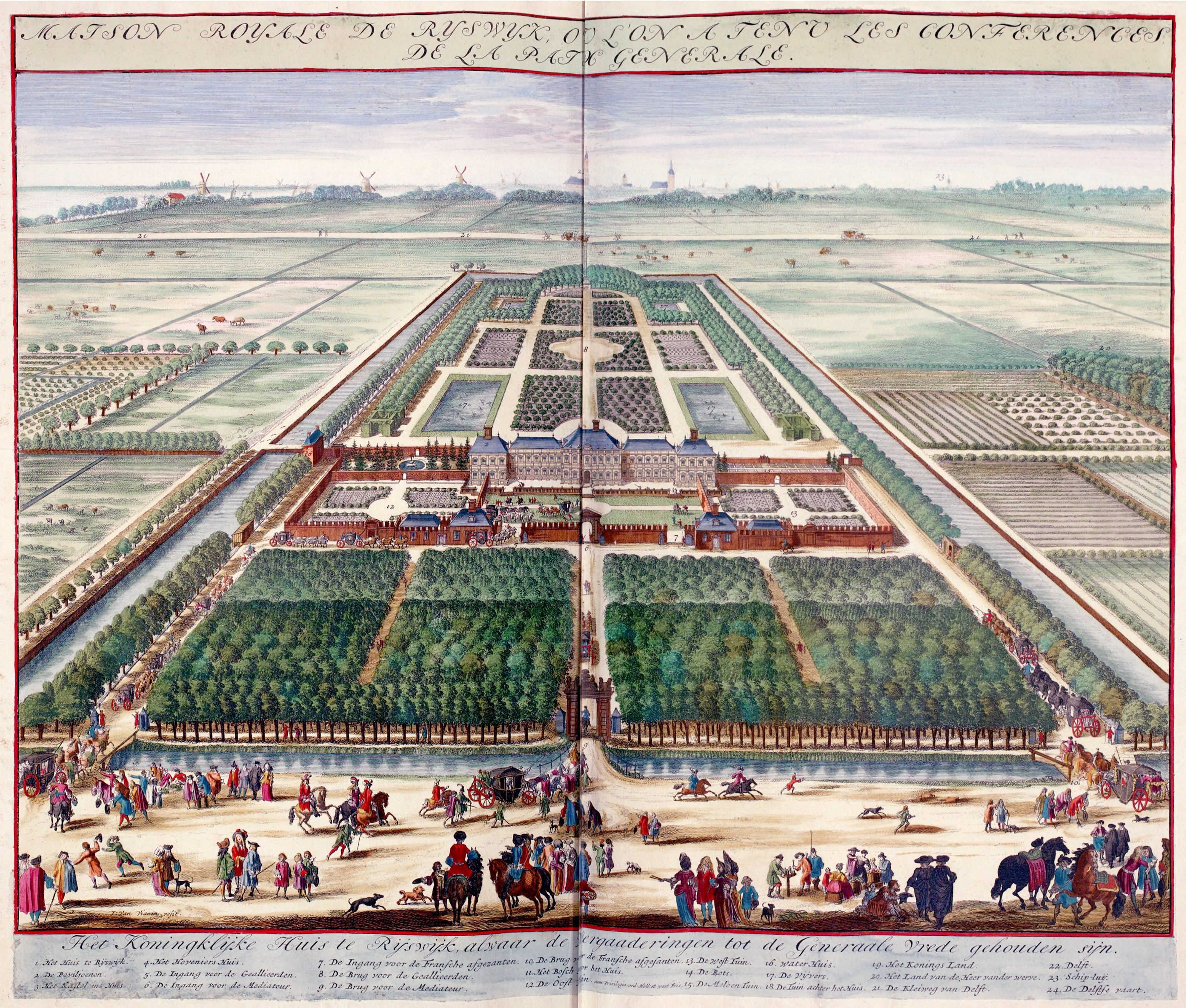
In 1697 werd de Vrede van Rijswijk getekend in Huis ter Nieuwburg.

De bouw van deze buitenhuizen was van invloed op de ontwikkeling van de bouwnijverheid in Rijswijk. Ook ontwikkelde zich in die tijd de textielnijverheid als economische factor, maar toch bleven de landbouw en veeteelt verreweg het grootste middel van bestaan.
Koning Lodewijk XIV van Frankrijk streefde ernaar om het Franse territorium aan al zijn grenzen uit te breiden. Frankrijk was daarom veelvuldig in oorlog met zijn buurlanden. Toch was de Zonnekoning niet in staat de Republiek der Nederlanden te onderwerpen. Toen Willem III van Oranje de Engelse troon besteeg werd een grote coalitie tegen Frankrijk gevormd. Niettemin kon de oorlog niet beslist worden. Zweden ondernam pogingen om de partijen tot elkaar te brengen en in 1696 werd een voorlopige wapenstilstand gesloten. Het paleis van Willem III, Huis ter Nieuburch, werd de locatie voor de vredesonderhandelingen, en uiteindelijk kon in 1697 de Vrede van Rijswijk worden getekend. Een half jaar lang was Rijswijk het middelpunt van Europa geweest.

### De 18e eeuw
Rijswijk ondervond in de 18e eeuw een gestage economische groei. Het inwoneraantal groeide navenant. Ook in deze periode werden nog veel buitenplaatsen gebouwd; verschillende boerderijen en kastelen werden verbouwd tot ware lusthoven in Franse stijl. Toch trad er in de loop van de eeuw een kentering op. Sommige buitenplaatsen zoals Sion bloeiden en andere, zoals Huis ter Nieuwburg, Gruysbeeck en Te Blotinghe, raakten in verval. Onder de bevolking in Nederland ontstond ontevredenheid over de macht van de regenten, en de invloed van revolutionaire ideeën in Frankrijk liet zich ook hier gelden. Er ontstond in Nederland een patriottenbeweging die zich organiseerde tegen de prinsgezinden. Dit ging ook aan Rijswijk niet voorbij. In 1787 richtten Jacob van Vredenburch en Henricus Beukman in Rijswijk een Patriottistisch genootschap op. De prinsgezinde Gijsbert Karel van Hogendorp van de buitenplaats Sion stelde een petitie op om de Prins van Oranje in zijn functie te laten herstellen. Vergeefse pogingen van de Rijswijkse patriotten om de lijst van ondertekenaars van deze petitie in handen te krijgen, leidden ertoe dat er in Rijswijk een aantal soldaten gelegerd moest worden om ongeregeldheden te voorkomen. Een en ander had tot gevolg dat, net als in veel andere plaatsen, in augustus en september van 1787 terreur van de patriotten tegenover de prinsgezinden plaatsvond. Dat veranderde echter eind september, toen de prinsgezinden revanche namen op de patriotten.

### De 19e eeuw

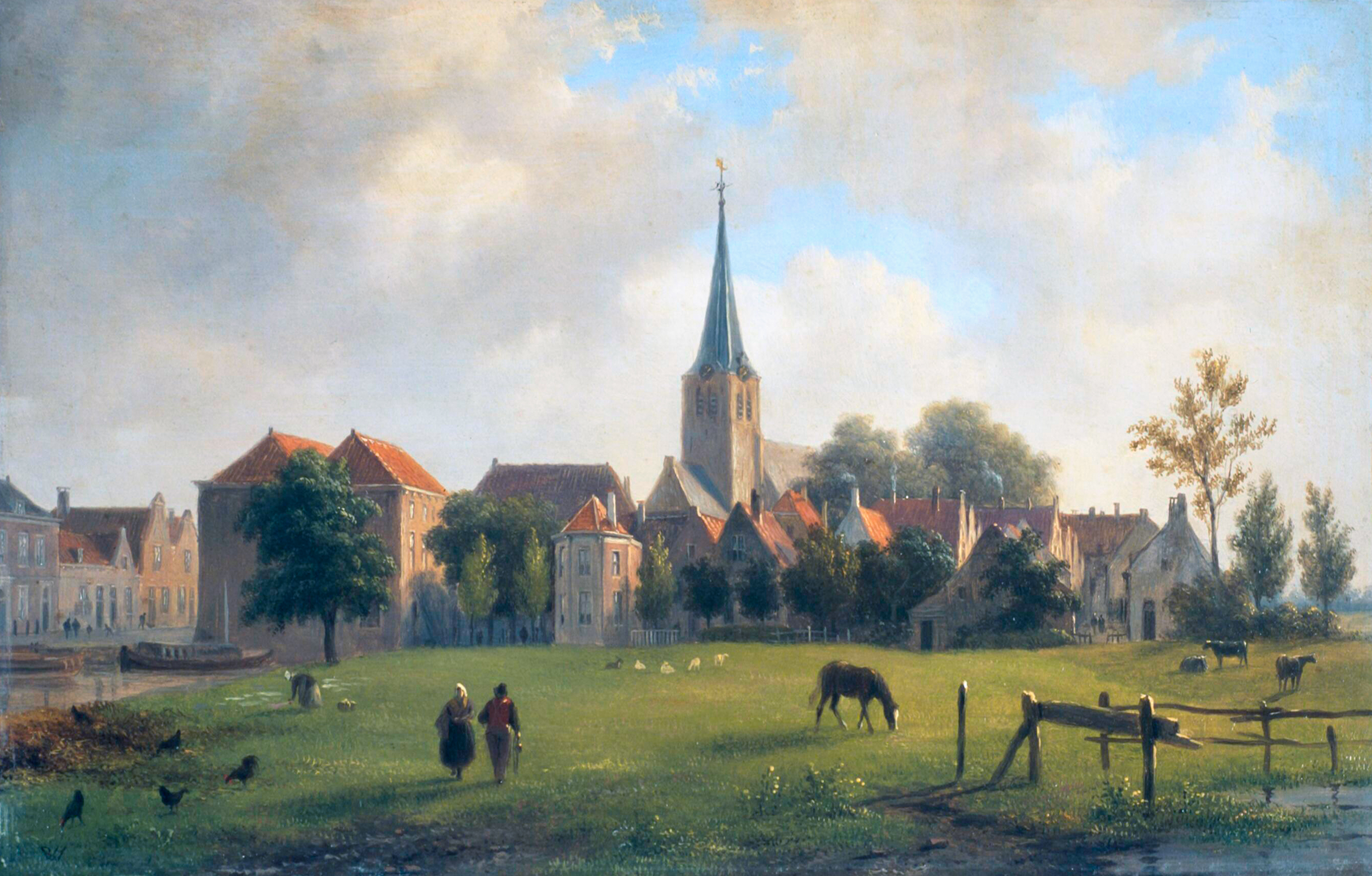
Rijswijk vanuit het zuidwesten (Bartholomeus Johannes van Hove).

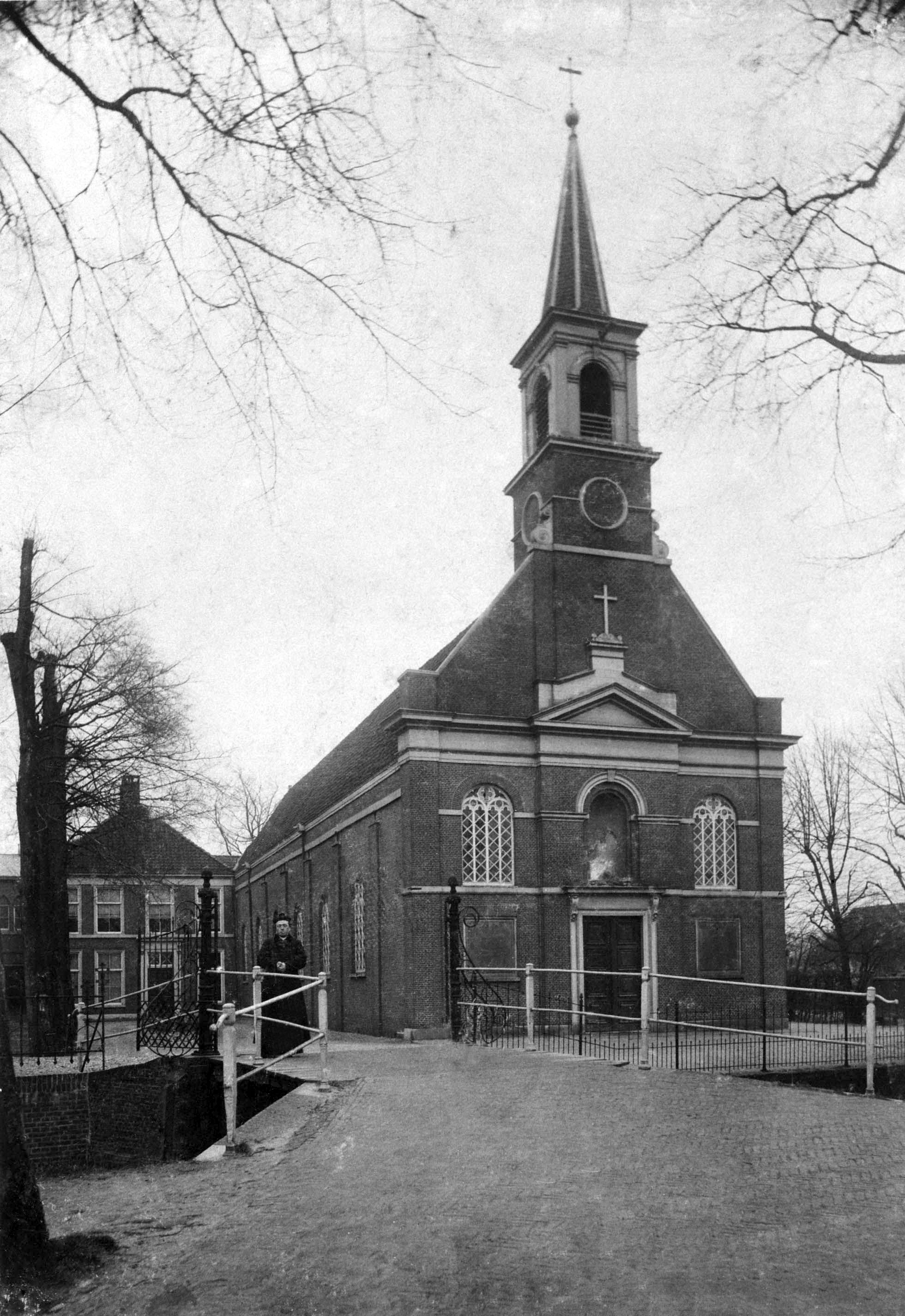
De Rooms-Katholieke kerk H. Bonifatius, buiten gebruik 1897, afgebroken 1898.

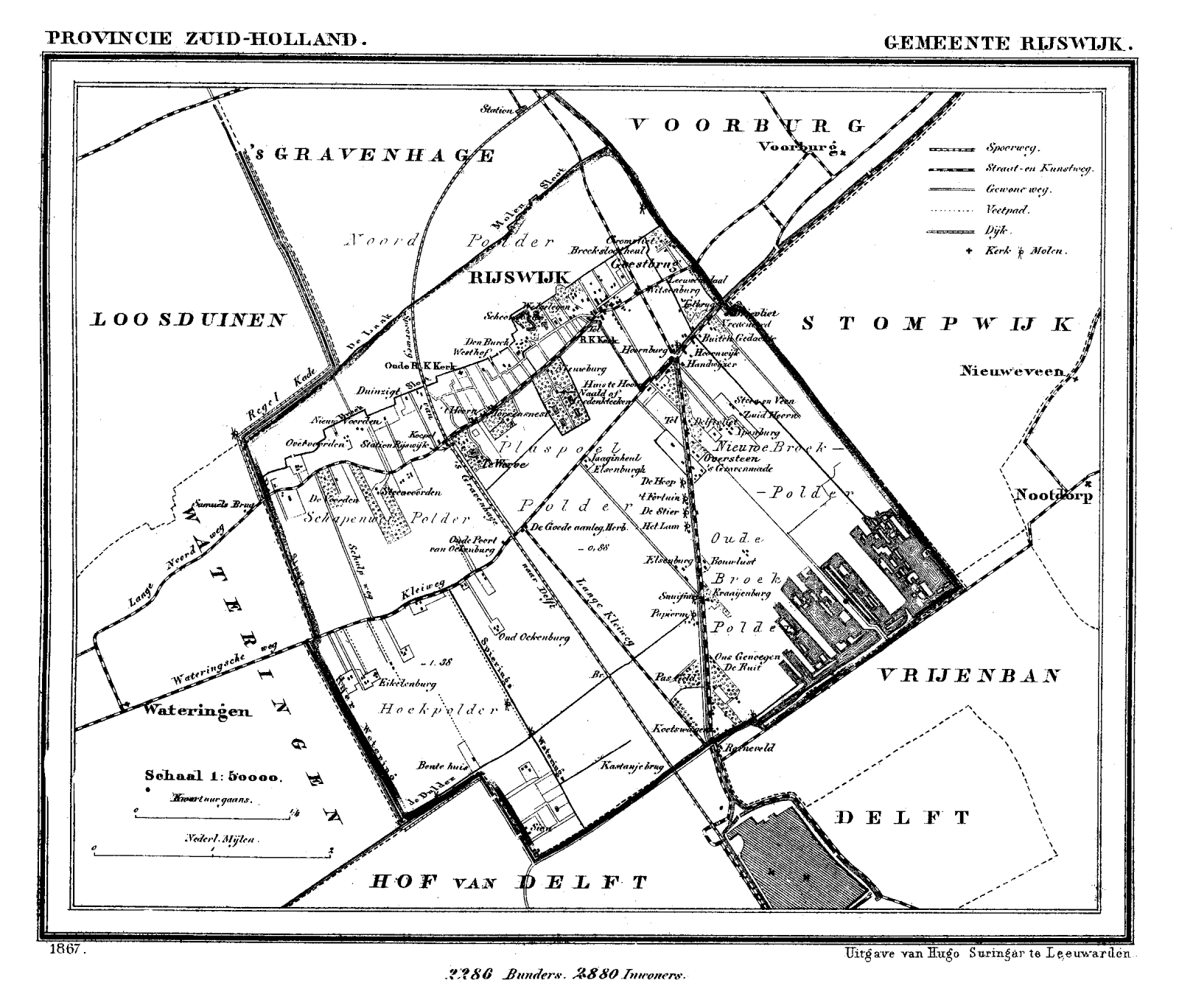
Rijswijk in 1867. Het gebied ten noorden van de Laakmolensloot werd afgestaan ten behoeve van de aanleg van Station Den Haag Hollands Spoor.

In 1795 viel het Franse leger het land binnen en werd de Bataafse Republiek gesticht. Daarmee werd onder andere de scheiding tussen kerk en staat ingevoerd. Het gevolg daarvan was dat de katholieken in Rijswijk het recht kregen om de Oude Kerk voor het katholieke geloof terug te eisen. Omdat de katholieken echter sinds 1784 weer een eigen kerk in Rijswijk hadden, werden de protestanten in staat gesteld voor 4.300 gulden de Oude Kerk te kopen. Na het einde van het ancien régime werd Johan Willem van Vredenburch, zoon van een vooraanstaand Rijswijks patriot, de eerste burgemeester van Rijswijk.
Rijswijk bleef in de 19e eeuw een rustig landelijk dorpje. In de napoleontische tijd was het aantal inwoners gedaald, maar nu begon dat weer te stijgen, en aan het eind van de eeuw woonden er 3.000 mensen in Rijswijk. De nieuwe bestuursorde, waarin voor de oude bestuurselite geen plaats meer was, leidde ertoe dat buitenplaatsen in verval raakten.
Het grondgebied van Rijswijk is door de eeuwen heen grotendeels intact gebleven. Als er veranderingen werden aangebracht, ging het hooguit om snippers grond. Zo werd in 1834 een stukje grond tussen de Trekvliet en de huidige Frederiklaan van Voorburg overgenomen, terwijl 't Sluijsje werd afgestaan. In de 19e eeuw moest Rijswijk echter voor de eerste keer een beduidend stuk van zijn grondgebied aan Den Haag afstaan. Het station van Den Haag, waarmee Den Haag aan de spoorlijn Amsterdam - Rotterdam zou worden aangesloten, moest buiten de bebouwing van Den Haag worden gebouwd. Dat was in Rijswijk, maar die gemeente kon de veiligheid niet garanderen, omdat er maar twee agenten waren. De 'grote' stad had meer politie en kon dat dus wel. Tegen een jaarlijkse en eeuwige vergoeding van 400 gulden, deed Rijswijk daarom in 1843 afstand van het grondgebied tussen de Hoefkade en de Laakmolensloot. Dat bedrag, inmiddels omgerekend in euro's, wordt nog steeds ieder jaar betaald.
Zelf kreeg Rijswijk in de loop van de 19e en 20e eeuw vier stations aan deze spoorverbinding, te weten stopplaats Rijswijk-Wateringen (1847-1938), stopplaats Kleiweg (1887-1906), stopplaats 't Haantje (1887-1903) en station Rijswijk (1965-heden). Desondanks bleef Rijswijk in de 19e eeuw een rustige agrarische gemeente, die in trek bleef bij mensen die de rust zochten. Koning Willem III was enige tijd eigenaar van de buitenplaats Welgelegen, Hendrik Tollens vestigde zich in 1846 in Huize Ottoburg tegenover de Oude Kerk, en Generaal van Geen sleet zijn oude dag op Veldzigt.
In 1866 werd de paardentramverbinding tussen Den Haag en Delft geopend, de eerste interlokale tram in Nederland. In 1887 werd dit een stoomtramlijn, en in 1923 kwam de elektrische tram. Rijswijk werd daardoor een aantrekkelijke woonomgeving en begon sneller te groeien.
Den Haag groeide in de 19e eeuw eveneens snel en in 1896 wilde men opnieuw een gedeelte van Rijswijk annexeren. Rijswijk wist echter te bewerkstelligen dat het plan grotendeels werd afgeblazen, maar toch werd het gebied tussen de Laakkade en de Broeksloot inclusief de vier huishoudens bij Den Haag gevoegd. Hoewel Rijswijk aan het eind van de 19e eeuw nog steeds het dorpse agrarische karakter had, werd het door bouwondernemingen in privaat initiatief al fors uitgebreid. Het belang van landbouw en veeteelt nam verder af, de textielnijverheid ging verloren en commerciële en niet-commerciële dienstverlening was in opkomst. De komst van de stoommachine bewerkstelligde ook voor Rijswijk dat een zekere industrialisatie op gang kwam. Desondanks bleef het karakter van een agrarische gemeente nog gehandhaafd.

### 20e eeuw

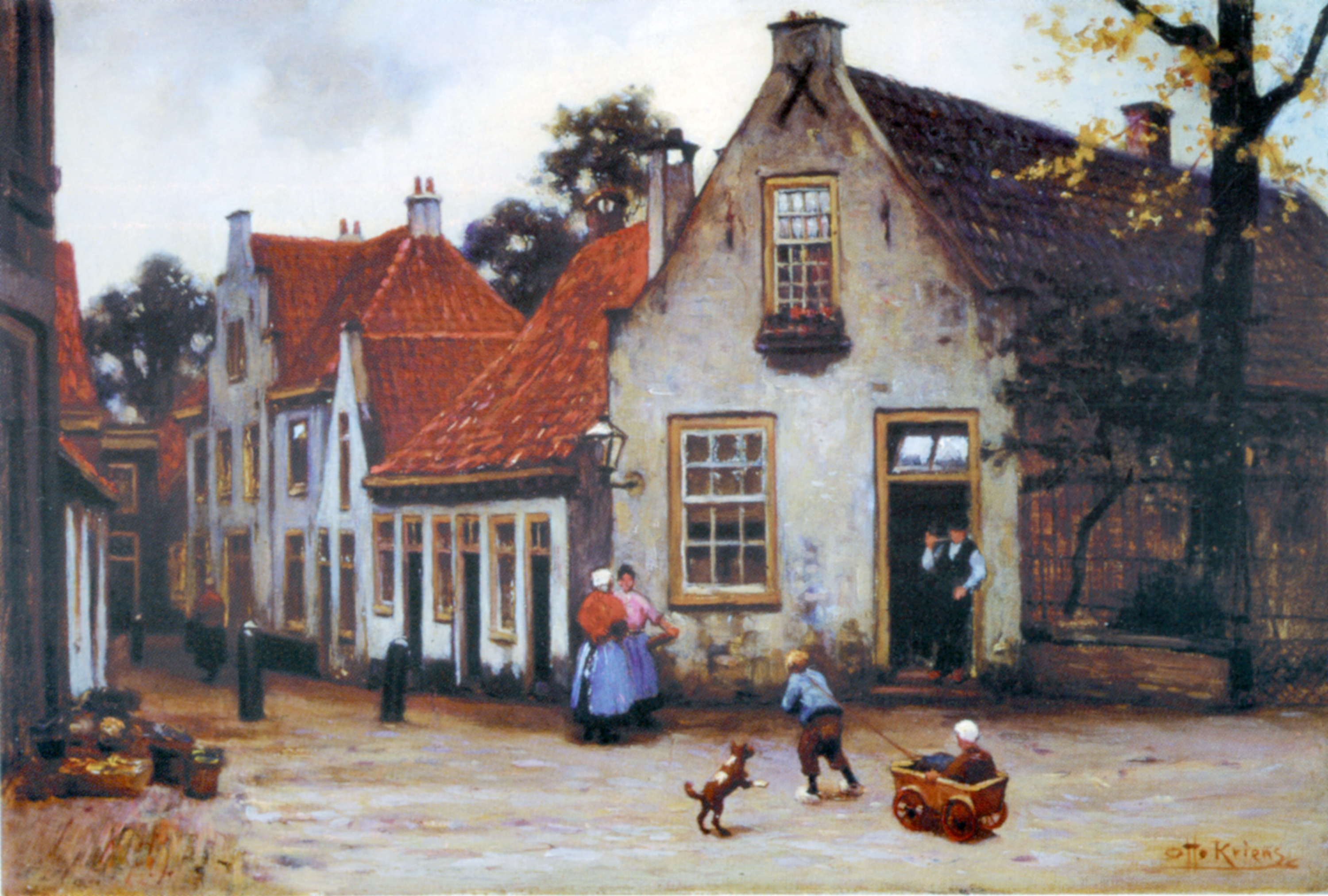
Otto Kriens: Gezicht op de Kerkstraat te Rijswijk, ca 1900 (Collectie Museum Rijswijk).

Het begin van de 20e eeuw kenmerkte zich door een forse groei van het inwoneraantal en bebouwing. Particulieren ontwikkelden bouwplannen voor gegoede burgers op voormalige buitenplaatsen: Leeuwendaal (1902), Nieuw Rijswijk (1902) en Mon Plaisir (1904). In 1910 had Rijswijk 5.000 inwoners. De moderne tijd deed haar intrede. Rijswijk kreeg in 1907 de primeur van een tuinbouwschool voor meisjes. Margaretha Meyboom stichtte in 1903 de commune Westerbro aan de huidige Sir Winston Churchilllaan. De Rooms-katholieke jezuiet Jac. van Ginneken stichtte twee religieuze gemeenschappen in Rijswijk, de vrouwenbeweging Vrouwen van Nazareth die in 1921 in Overvoorde begon en in 1926 verhuisde naar De Voorde en de mannenbeweging Kruisvaarders van Sint-Jan, die in 1925 in Nieuwvoorde (Ora et Labora) gevestigd werd. De werkgelegenheid in de landbouw nam in de eerste helft van de 20e eeuw verder af, maar de tuinbouw maakte een verhoudingsgewijs sterke ontwikkeling door. Ook de detailhandel ontwikkelde zich in sterke mate.
In de jaren twintig wekte een nieuwe annexatiedreiging door Den Haag veel beroering. De provincie Zuid-Holland trok het voorstel in nadat bleek dat Rijswijk er in overgrote meerderheid fel op tegen was. In 1931 probeerde Den Haag het vergeefs opnieuw, Steenvoorde, Overvoorde en De Voorde werden toen wel Haags eigendom op Rijswijks grondgebied. Ondertussen bouwde Rijswijk verder; Leeuwendaal en Cromvliet werden volgebouwd, en het inwoneraantal liep eind jaren dertig op tot 18.000. In 1936 werd het sportvliegveld Ypenburg geopend, maar met de dreiging van de Tweede Wereldoorlog werd dit sportvliegveld in 1939 verbouwd tot een militair vliegveld.

#### Tweede Wereldoorlog

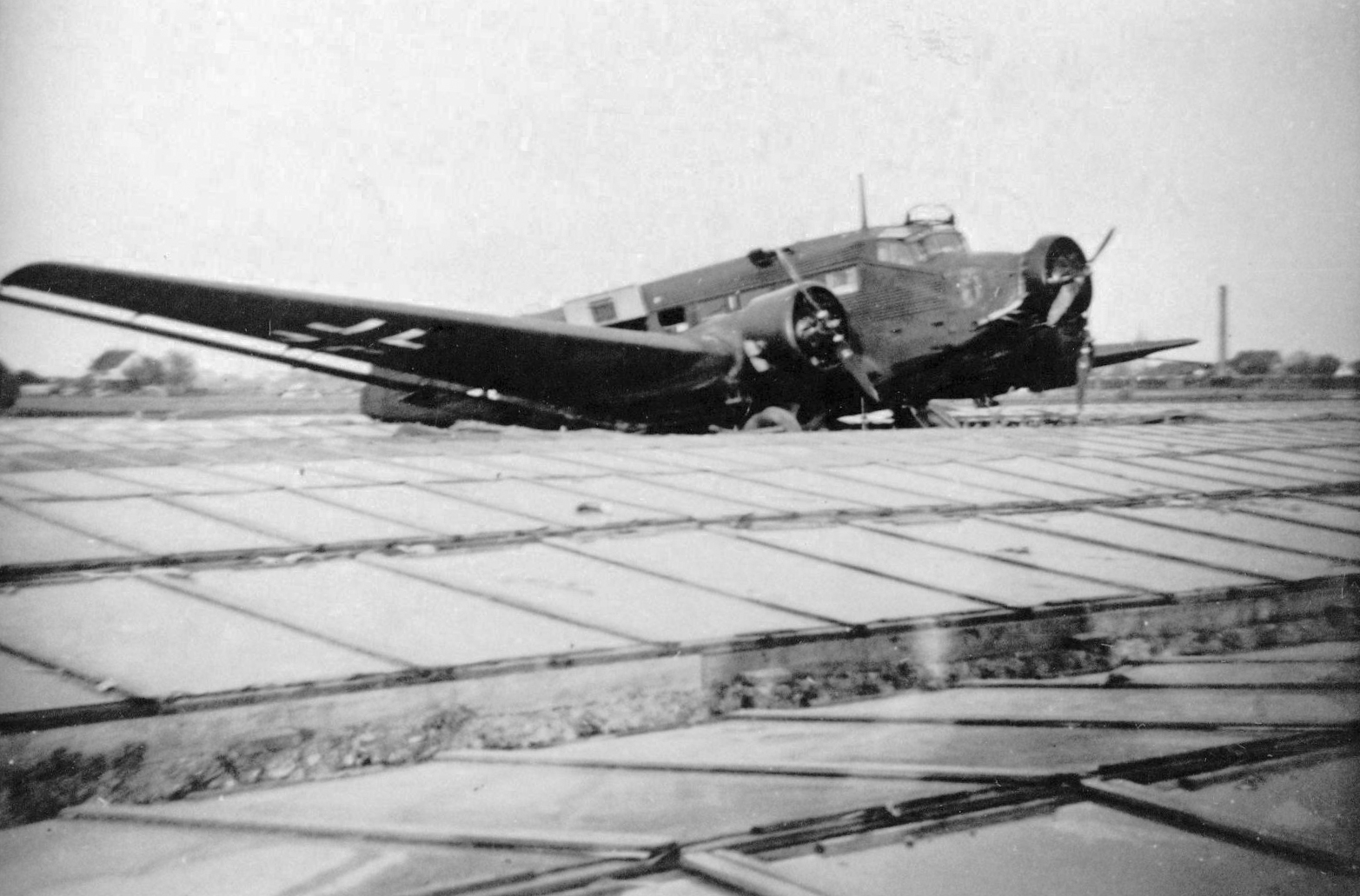
Een neergehaalde Junkers 52 nabij Rijswijk in mei 1940. Bij de aanval op vliegveld Ypenburg waren de Duitse verliezen groter dan verwacht.

Vliegveld Ypenburg bleek in mei 1940 een van de belangrijkste doelen voor de Duitsers te zijn. Direct bij de aanval van Duitsland op Nederland werd om het vliegveld fel gevochten. Weliswaar was de Nederlandse luchtmacht niet opgewassen tegen de Duitse overmacht, maar de verdediging van het vliegveld was in staat om bij de eerste luchtaanvallen veel schade onder de Duitse toestellen aan te richten. In de loop van de eerste oorlogsdag viel het vliegveld toch in Duitse handen, maar aangevoerde versterkingen wisten het vliegveld te heroveren. De Duitsers verloren met de gevechten om Ypenburg 2.700 man en 186 vliegtuigen, terwijl aan Nederlandse zijde 71 man gedood werden, onder wie 10 Rijswijkers.
Rijswijk verweerde zich gedurende de bezetting aanvankelijk niet actief tegen de Duitsers. Toen het gemeentepersoneel in 1940 gevraagd werd de Ariërverklaring te tekenen, was daar geen weerstand tegen. De Rijswijkse politie assisteerde bij Duitse razzia's en de registratie van de 380 Joodse inwoners werd gewoon uitgevoerd. Nadat in 1941 de gemeenteraden werden opgeheven, kwam het bestuur van de gemeente Rijswijk in handen van burgemeester J. van Hellenberg Hubar, die de bezetter waar mogelijk tegenwerkte. Dat leidde ertoe dat hij in 1943 door de Duitsers werd ontslagen, waarna de Haagse burgemeester, de NSB'er Harmen Westra het bestuur overnam. Hij bleek echter niet bestand tegen de druk van de laatste oorlogsmaanden en werd op 15 maart 1945 vervangen door de Haagse Henri van Maasdijk, die als waarnemend burgemeester van Den Haag en Rijswijk werd aangesteld.
Voor de aanleg van de Atlantikwall werd een aantal Haagse wijken gesloopt. Rijswijk moest 250 woningen voor evacués beschikbaar stellen. Ook het geallieerde bombardement op het Bezuidenhout leidde tot een stroom evacués naar Rijswijk, maar eveneens tot een verplichte uitstroom van oorspronkelijke Rijswijkers die economisch niet meer interessant voor Duitsers waren. Het vliegveld Ypenburg werd in de laatste oorlogsdagen nog gebruikt voor de lancering van V1's, en vanuit het Rijswijkse Bos werden V2's afgevuurd. Mislukte lanceringen en geallieerde bombardementen op de lanceerinstallaties kostten tientallen Rijswijkers het leven, zo stortte een V-2 op 27 oktober 1944 neer bij de Kruisvaarders van Sint-Jan in Nieuwvoorde met 14 dodelijke slachtoffers als gevolg. Hoewel Rijswijk voor de oorlog een relatief grote aanhang onder de NSB had, bleven er tijdens de oorlog nog zo'n 130 over. Er waren enkele honderden Rijswijkers betrokken bij het verzet, waarvan er meer dan dertig in de strijd stierven. In totaal verloren 800 Rijswijkers het leven gedurende de Tweede Wereldoorlog.

#### Naoorlogse groei
Woningnood werd bestreden met breed opgezette uitbreidingen. Rijswijk bouwde niet alleen voor eigen behoefte, maar ook voor die van de regio. Kort na de oorlog deed Den Haag opnieuw een vergeefse poging om Rijswijk in te lijven. In 1950 kreeg Rijswijk een burgemeester − eerst met tijdelijke benoeming en in 1952 met definitieve benoeming − die het beeld van het huidige Rijswijk nadrukkelijk zou bepalen. A.Th. Bogaardt was burgemeester van Batavia en directeur van sociale zaken in Batavia geweest, en had een uitgebreid netwerk aan connecties. De woningnood, die ook in Den Haag na de oorlog nijpend was, was voor Den Haag in de jaren vijftig opnieuw een reden om de vijf buurgemeentes te willen annexeren. Bogaardt wist dat tij te keren en ging ervan uit dat een snelle groei van Rijswijk de zelfstandigheid van de gemeente zeker zou stellen. Onder zijn twintigjarig bestuur is een groot deel van het oude dorp gesloopt, en de grootschalige nieuwbouw binnen en buiten de kern heeft het dorpse karakter, zoals dat nog tot 1950 bestond, volledig tenietgedaan. Er werden 15.000 nieuwe woningen gebouwd en het aantal inwoners steeg explosief tot ca. 54.000. De naam van de burgemeester wordt in herinnering gehouden door het winkelcentrum In de Bogaard. Wel is door de bouwexplosie onder zijn hand veel historisch erfgoed definitief verloren gegaan.

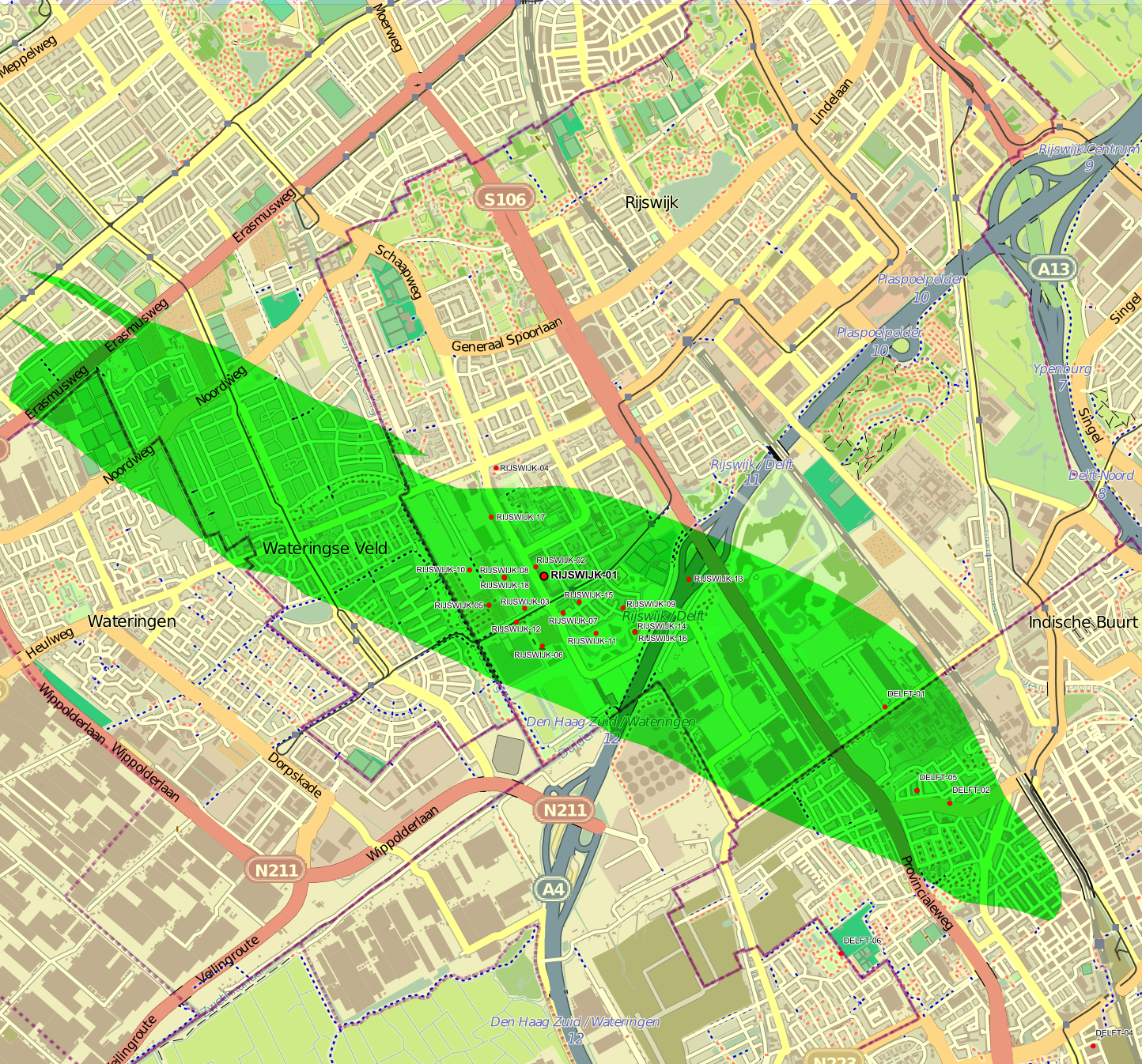
Locatie van het Rijswijkse aardolieveld

In 1953 werd in een boring in de wijk Steenvoorde de eerste winbare hoeveelheid aardolie in West-Nederland aangeboord. Dit leidde tot de ontwikkeling van het Rijswijkveld in de Hoekpolder, dat in 1954 in productie kwam en tot 1994 olie geproduceerd heeft. De "Rijswijkconcessie" van de NAM omvat nu het grootste deel van provincie Zuid-Holland.
Op 5 januari 1959 werd met de bouw van het onderzoekslaboratorium van Shell in de Plaspoelpolder begonnen. Het Ministerie van Cultuur, Recreatie en Maatschappelijk Werk betrok in 1966 onder minister Maarten Vrolijk een markante hoogbouw (tegenwoordig bekend onder de naam De Generaal) aan de Steenvoordelaan. Dit was het eerste ministerie dat zich buiten Den Haag vestigde. Het jackblocksysteem waarmee het kantoor gebouwd was, werd in 1971 nog een keer gebruikt bij de bouw van Hoogvoorde aan het Bogaardplein. Van 1922 tot 1967 was het gemeentebestuur gevestigd in Hofrust. In 1967 werd het nieuwe stadhuis aan de Generaal Spoorlaan in gebruik genomen. In 1972 vestigde een nevenvestiging van het Europees Octrooibureau zich in Rijswijk.
Langzamerhand kwamen er grenzen aan de groei van de stad Rijswijk. Het agrarische gebied was nu grotendeels in gebruik genomen door woonwijken, openbaar groen en industrie- en kantoorgebieden, en verdere uitbreiding van het woonareaal zou in toenemende mate ten koste moeten gaan van het beschikbare openbare groen. Den Haag pleitte in 1988 voor de annexatie van het vliegveld Ypenburg, dat nog tot 1968 actief was gebruikt, maar sindsdien een slapend karakter had. Dit werd door Rijswijk van de hand gewezen en Rijswijk ontwikkelde de locatie vanaf 1997 zelfstandig tot nieuwe woonwijk.

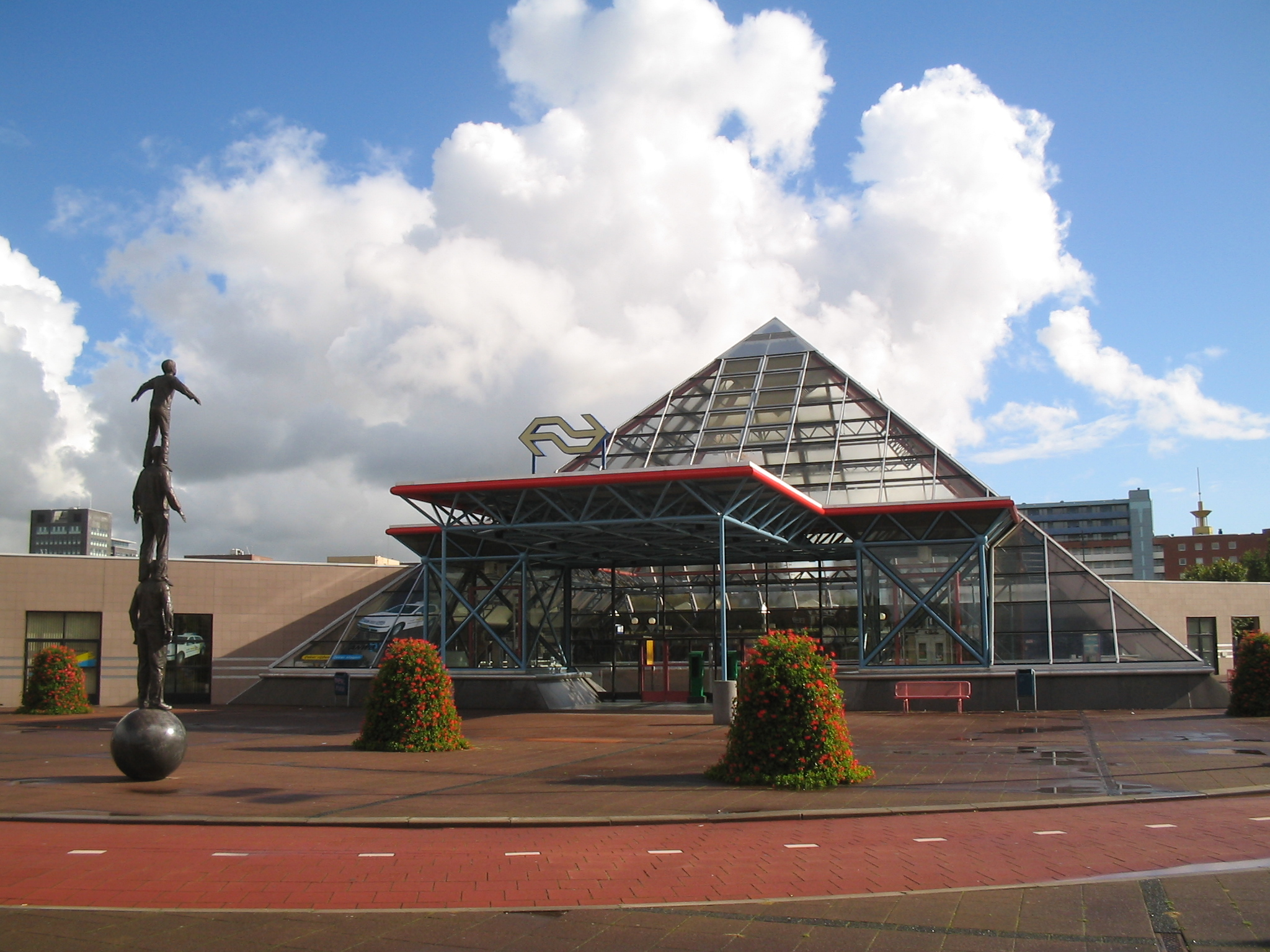
Bovengrondse piramide, de ingang van het ondergrondse station Rijswijk.

In 1996 ging de spoorlijn met het Station Rijswijk ondergronds. Daarmee werd de infrastructuur van Rijswijk aanzienlijk verbeterd, want door te bouwen aan de andere kant van de spoorlijn was er in de naoorlogse jaren een tweedeling in de stad ontstaan. Het zuidwestelijke nieuwe gedeelte was met slechts twee gelijkvloerse spoorwegovergangen en één viaduct verbonden met het noordoostelijke oudere gedeelte.

### 21e eeuw
In 2002 werd door Den Haag, na afwijzing van de vorming tot stadsprovincie Haaglanden, uiteindelijk Ypenburg toch geannexeerd. In 2009 werd een begin gemaakt met de omvorming van Sion, 't Haantje en Pasgeld, de laatste agrarische terreinen in Rijswijk, tot woonwijk en bedrijventerrein "Rijswijk Buiten". Dertig procent van de oppervlakte van Rijswijk wordt gevormd door openbaar groen, de Landgoederenzone Rijswijk heeft een aanzienlijk aandeel hierin. Ondanks een aantal bouwplannen, zoals het (mislukte) bouwproject Garden of Delights, is dit karakter onaangetast gebleven. In oktober 2017 kondigde Shell aan dat het onderzoekskantoor in de Plaspoelpolder vanaf medio 2018 stapsgewijs zou worden verlaten. Vanaf 2023 is het oude gemeentehuis onder de naam Huis van de Stad opnieuw in gebruik genomen door diverse sociaal culturele instanties en een gedeelte van de gemeentediensten van Rijswijk.

## Wijken
De wijken 05 en 06 worden in Rijswijk respectievelijk ook wel als Steenvoorde Noord en Steenvoorde-Zuid aangeduid. De nummers geven de CBS-wijkcode aan.
| Wijken / buurtschappen | Kaart |
| --- | ----- |
| - 0111 Cromvliet - 0112 Leeuwendaal - 0221 Oud-Rijswijk - 0222 Bomenbuurt - 0223 Welgelegen - 0224 Rembrandtkwartier - 0225 Havenkwartier - 0331 Julianapark - 0332 Huis te Lande - 0333 Stationskwartier - 0334 Te Werve - 0441 Spoorzicht - 0442 Kleurenbuurt - 0443 Artiestenbuurt - 0551 Overvoorde - 0552 Strijp (buurtschap) - 0553 Presidentenbuurt - 0554 Ministerbuurt - 0661 Stervoorde - 0662 Eikelenburg - 0663 Hoekpolder - 0664 Sion (buurtschap) - 0771 Muziekbuurt - 0772 Wilhelminapark - 0881 Plaspoelpolder - 0882 Elsenburg - 0883 Pasgeld (buurtschap) - 0884 Haantje (buurtschap) - 0991 Hoornwijck - 0992 Broekpolder - 0993 Kraayenburg - 0994 Vrijenban |       |

N.B. In dit bestand is niet opgenomen de buurtschap 't Nest, dat deel uitmaakt van de wijk Julianapark en ligt aan de Van Vredenburchweg en café-restaurant Van Ouds 't Nest, een aantal arbeiderswoningen en een dierenasiel omvat. Een vroeger buurtschap was Geestbrug, de oude bebouwing rond de Geestbrug.

## Verkeer en vervoer

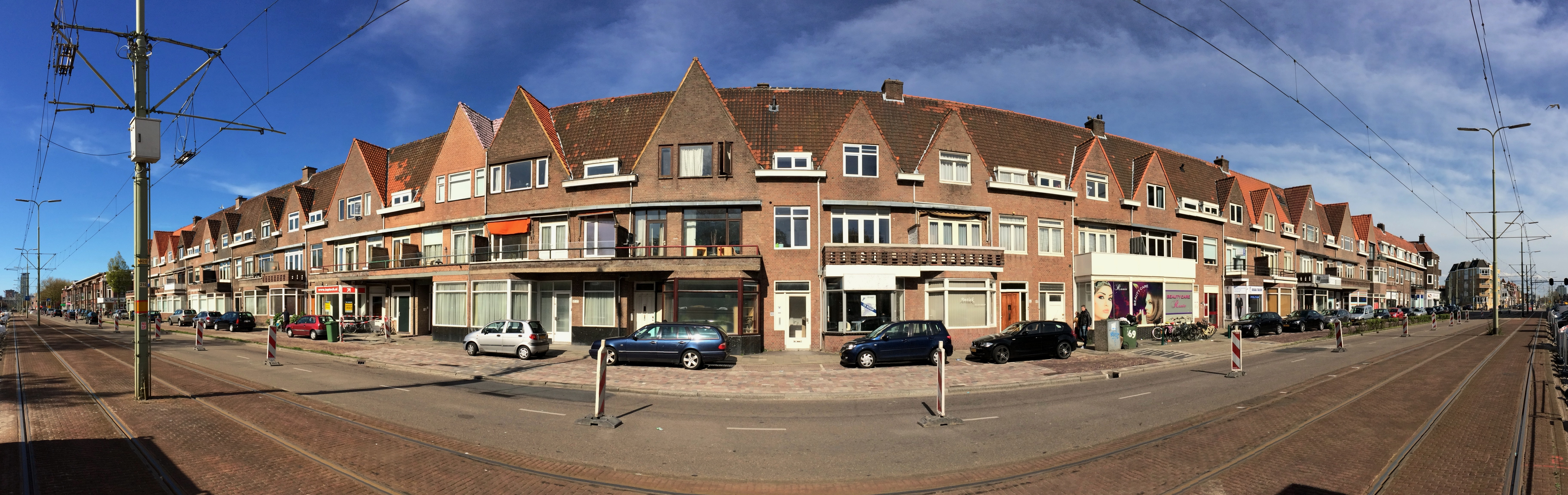
De Haagweg is een belangrijke verkeersader door Rijswijk

Sinds er openbaar vervoer bestaat, was Rijswijk reeds door vervoer per respectievelijk beurtschip, postkoets, paardentram, stoomtram en elektrische tram, verbonden met Den Haag en Delft via de Haagweg – Hoornbrug – Ter Halver Kleij (later genoemd Delftweg). Later kwam in de jaren twintig van de twintigste eeuw het busvervoer daarbij van de WSM, gevolgd in 1955 door dat van de HTM met lijn S. Doordat nauwelijks van deze buslijn gebruik werd gemaakt, werd deze dienstverlening na korte tijd gestaakt. Pas na de grootse uitbreiding van de bebouwing, nam de vraag naar openbaar vervoer toe, waarbij Rijswijk in de jaren zestig een eigen stadsbuslijn kreeg, met als exploitant Hofstad Tours / Groeneveld-Strijen. In 1965 werd station Rijswijk geopend en kwamen verbindingen tot stand met WSM-streekbuslijnen naar Delft en het Westland en HTM-stadsbuslijnen 18 en 24 naar Den Haag en Voorburg.

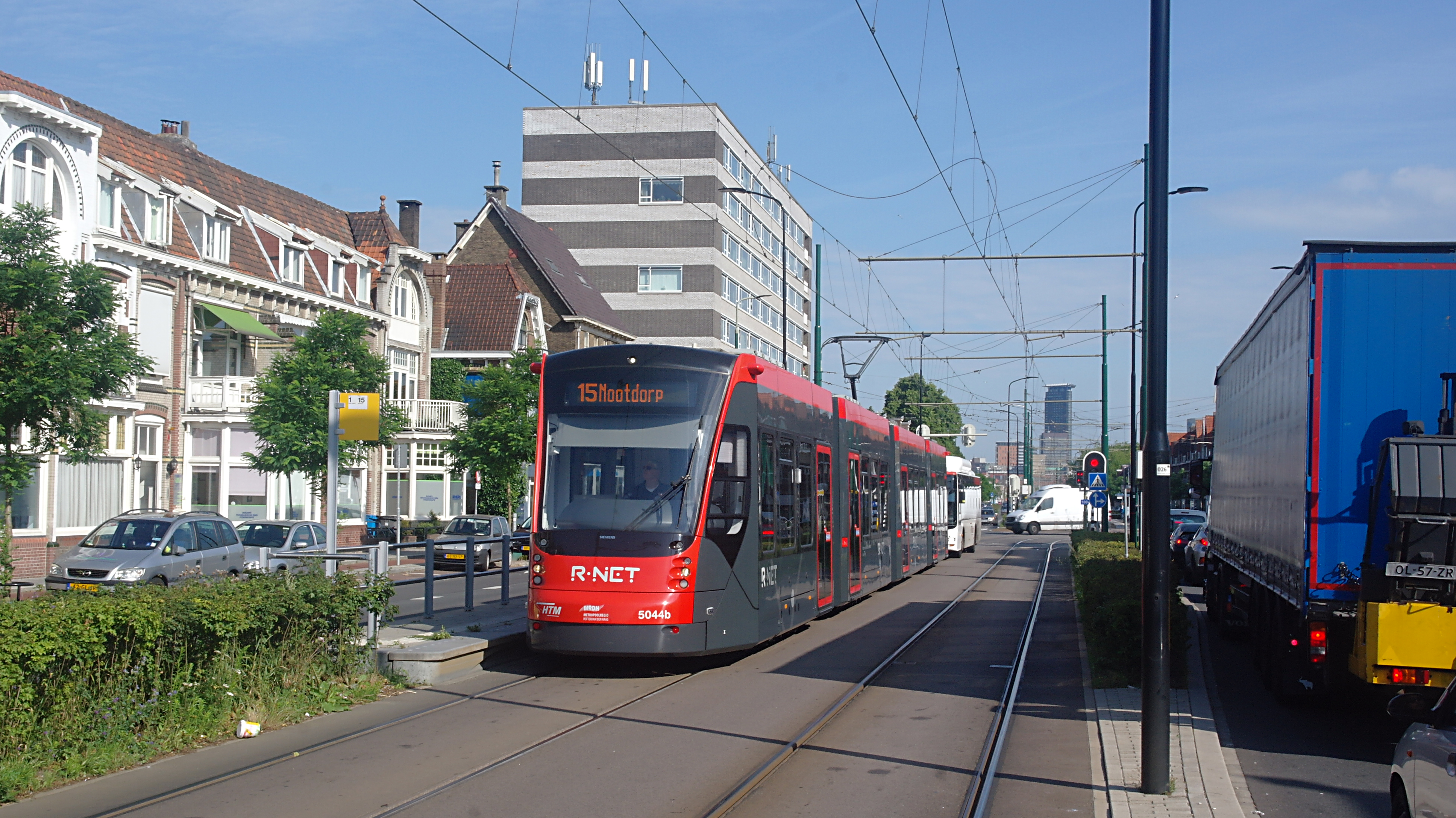
HTM-tramlijn 15 op de Haagweg te Rijswijk; 2017.

In 1999 werd door de komst van HTM-tramlijn 17 de verbinding van de buitenwijken gemakkelijker bereikbaar en werd de Plaspoelpolder ontsloten. In 2002 kreeg Rijswijk er nog een tramlijn bij: HTM-tramlijn 15 (Den Haag Centraal – Rijswijk – Ypenburg – Nootdorp).
Door vernieuwing tot het ondergrondse station Rijswijk, werd een openbaar vervoerknooppunt gerealiseerd met tram- en buslijnen van en naar Den Haag, Voorburg, Ypenburg / Nootdorp / Zoetermeer, Delft en Naaldwijk.
Lange tijd waren de verbindingswegen door Rijswijk de routes:
- Westland – Voorburg: via de Zandweg (Van Vredenburchweg) – Heerenweg(Herenstraat) – Geestbrugweg
- Delft – Den Haag: via de Delftweg – Hoornbrug – Haagweg
- Wateringen – Hoornbrug: via de Kleiweg (Sir Winston Churchilllaan) – Korte Kleiweg – Haagweg.

In de jaren dertig werd door de vraag naar vervoer van groenten en fruit vanuit het Westland Verkeersweg 13 gecreëerd, en kwam er groenten-en fruitveiling Sammersbrug, bij de Samuëlsbrug ofwel Sammersbrug.
Rijswijk is via de autosnelwegen A4 en A13 te bereiken. Het openbaar vervoer wordt verzorgd door bussen van EBS, trams en bussen van de Haagse Tramweg-maatschappij en treinen van de Nederlandse Spoorwegen. Het spoorstation is in een tunnel aangelegd en is een belangrijk OV-knooppunt in Rijswijk. Mede om de hoofdrol die het openbaar vervoer in Rijswijk heeft, was Rijswijk in 1977 een van de twee Nederlandse gemeenten die een prijs van 10 miljoen gulden (anno 2008 omgerekend zo'n 10 miljoen euro) won voor het Proefproject Stedelijke Herinrichting. Grote gebieden, vooral in het oude gedeelte van Rijswijk, werden heringericht als autoluw gebied of als woonerf. In 1978 werd aanvullend besloten tot herinrichting van de hoofdassen Haagweg en Geestbrugweg om een stiptere doorstroming van de tram en bus te verkrijgen.
Scheepvaartverkeer vindt plaats over het Rijn-Schiekanaal (Delftsche Vliet) als verbindingsroute Rotterdam-Leiden met een aftakking naar Den Haag via de Trekvliet of Haagsche Vliet. Er kan gebruik gemaakt worden van de haven van Rijswijk. De bruggen die het scheepvaartverkeer binnen Rijswijk ontmoet zijn: verkeersbrug Hoornbrug (basculebrug), fietsbrug De Oversteek (draaibrug), verkeersbrug Het Fortuin, (aanvankelijk tafelbrug en later vaste brug in de autosnelweg A4), verkeersbrug Geestbrug (basculebrug) en bij binnenvaren van de haven de Steenplaetsbrug (ophaalbrug). Een oude aanleghaven is de NAM-haven als verbreed deel van het Rijn-Schiekanaal.

## Bevolking
17,4% van de bevolking is jonger dan 14 jaar (2024). 20,7% van de bevolking is ouder dan 65 jaar, terwijl het landelijk gemiddelde 20,5% is. De gemiddelde leeftijd is 42 jaar.
Op 1 januari 2024 had Rijswijk 59.640 inwoners. Hiervan hadden 25.507 personen een migratieachtergrond (42,8%).

## Bestuur

### Gemeenteraad
De gemeenteraad van Rijswijk bestaat vanaf 2018 uit 31 zetels, hiervoor was dat 29 zetels. Hieronder staan de verkiezingsuitslagen voor de gemeenteraad sinds 1994:
| Gemeenteraadszetels       | Gemeenteraadszetels | Gemeenteraadszetels | Gemeenteraadszetels | Gemeenteraadszetels | Gemeenteraadszetels | Gemeenteraadszetels | Gemeenteraadszetels | Gemeenteraadszetels |
| Partij                    | 1994                | 1998                | 2002                | 2006                | 2010                | 2014                | 2018                | 2022                |
| ------------------------- | ------------------- | ------------------- | ------------------- | ------------------- | ------------------- | ------------------- | ------------------- | ------------------- |
| Beter voor Rijswijk       | -                   | -                   | -                   | -                   | -                   | 5                   | 5                   | 5                   |
| GroenLinks                | 2                   | 2                   | 2                   | 2                   | 2                   | 2                   | 5                   | 5                   |
| VVD                       | 5                   | 6                   | 6                   | 4                   | 5                   | 3                   | 4                   | 3                   |
| D66                       | 3                   | 1                   | 2                   | 1                   | 3                   | 4                   | 4                   | 4                   |
| Wij. Rijswijk             | -                   | -                   | -                   | -                   | -                   | -                   | 3                   | 4                   |
| CDA                       | 4                   | 4                   | 7                   | 4                   | 3                   | 3                   | 3                   | 2                   |
| Gemeentebelangen Rijswijk | -                   | -                   | -                   | 4                   | 5                   | 5                   | 2                   | -                   |
| PvdA                      | 3                   | 4                   | 4                   | 6                   | 4                   | 3                   | 2                   | 2                   |
| Rijswijks Belang          | -                   | -                   | -                   | -                   | -                   | -                   | 2                   | 4                   |
| Onafhankelijk Rijswijk    | 11                  | 12                  | 10                  | 8                   | 6                   | 2                   | 1                   | -                   |
| SP                        | -                   | -                   | -                   | -                   | 1                   | 2                   | -                   | -                   |
| CP'86                     | 1                   | -                   | -                   | -                   | -                   | -                   | -                   | -                   |
| ChristenUnie              | -                   | -                   | -                   | -                   | -                   | -                   | -                   | 1                   |
| PvGR                      | -                   | -                   | -                   | -                   | -                   | -                   | -                   | 1                   |
| Totaal                    | 29                  | 29                  | 31                  | 29                  | 29                  | 29                  | 31                  | 31                  |

### College van B&W
Samenstelling coalitie 2022-2026.
| College van burgemeester en wethouders  | College van burgemeester en wethouders   | College van burgemeester en wethouders                                                                              |
| --------------------------------------- | ---------------------------------------- | --- |
| Burgemeester                            | Huri Sahin (GroenLinks)                  | Openbare orde, Veiligheid, Communicatie, Personeel en Organisatie                                                   |
| Wethouders                              | Larissa Bentvelzen (Beter voor Rijswijk) | Sociaal Domein, Sport, Onderwijs en Dierenwelzijn en 1e locoburgemeester                                            |
| Wethouders                              | Sandra van de Waart (D66)                | Stadsontwikkeling, Mobiliteit, Grondzaken, Participatiebeleid en 2e locoburgemeester                                |
| Wethouders                              | Mark Wit (GroenLinks)                    | Openbare ruimte, Milieu en duurzaamheid, Volksgezondheid, Kunst en cultuur en 3e locoburgemeester                   |
| Wethouders                              | Werner van Damme (VVD)                   | Financiën, Economische zaken, Voorkomen ondermijning, Bedrijfsvoering, Dienstverlening en 4e locoburgemeester       |
| Wethouders                              | Gijs van Malsen (PvdA)                   | Volkshuisvesting, Integratie, Emancipatie, Armoedebestrijding, Welzijn en 5e locoburgemeester                       |
| Gemeentesecretaris / algemeen directeur | Peter Schuit                             | Eerste adviseur voor het college van burgemeester en wethouders, Verantwoordelijk voor de gemeentelijke organisatie |

## Geschiedenis van de industrie in Rijswijk
De vroegste industriële bedrijvigheid werd gevestigd langs de Delftsche Vliet met industriemolens voor het zagen van hout, persen van olie, het malen van snuiftabak en om wol te vollen. Er waren kalkbranderijen en een steenbakkerij. Tijdens de industriële revolutie kwam kleinschalige industrie op gang rond de Geestbrug met een matrassenontsmettingsbedrijf, wasserij De Zwitsersche, en fabrieken voor lijnolie, conserven, boter en verf, en later een vliegtuigfabriek (Pander) en een vrachtautoassemblagebedrijf (fa. Adr. Beers) bij. Verspreid langs de Delftweg werden zinkfabriek Uzimet, verffabriek Hopax, de Delftsche Vijlenfabriek, de N.V. Delftsche Machinefabriek en de N.V. Nederlandsche Fabriek van Rijtuigen en Tramwegrijtuigen (J. Boon) gevestigd. Aan het Jaagpad was op het terrein van Pasgeld een boterfabriek van Lensvelt Nicola gevestigd. TNO opende in 1953 een laboratorium aan het Jaagpad/Lange Kleiweg.

### Shell
Op de grens met Delft aan de Broekmolenweg richtte Shell in 1928 een onderzoekslaboratorium in dat bekend stond als Proefstation Delft. Het terrein was te klein voor de naoorlogse uitbreidingsplannen, daarom opende Shell in 1961 in de Plaspoelpolder een nieuw laboratorium. Na enkele jaren kreeg het laboratorium de naam Koninklijke/Shell Exploratie en Produktie Laboratorium (KSEPL). In 2018 werd de locatie gesloten, de laboratoria verhuisden naar Amsterdam, de proefboorlocatie werd overgenomen door TNO.

## Bedrijven en overheid
Plaspoelpolder is een grote industrie- en kantorenwijk in Rijswijk die aan veel mensen uit de regio werk biedt, onder meer aan:
- Kleinschalige lichte industrie, zoals een notenbranderij, drukkerijen, autoschadeherstelbedrijven, voedingsmiddelenbedrijven etc.
- Toenemende horeca activiteiten, zoals fastfoodrestaurants, lunchrooms, broodjeszaken etc.
- Rijkswaterstaat, afdeling Water, Verkeer en Leefomgeving.
- Feel Good Radio, een regionaal radiostation.
- Het Biomedical Primate Research Centre dat biomedisch en preklinisch onderzoek doet met apen.
- Het Europees Octrooibureau.
- Het CBR.
- TNO.
- Hoofdkantoor van de Nederlandse tak van de TUI Group.
- Evenementenlocatie Darling Market, sinds 2011 verder onder de naam De Broodfabriek.
- Reptielenzoo "SERPO"

Broekpolder
- BMW Group Nederland.

## Partnersteden
Rijswijk had de volgende partnersteden:
- Beroun (Tsjechië), sinds 1989
- Condega (Nicaragua), sinds 1990

In 2017 verbrak Rijswijk eenzijdig de banden met het Tsjechische Beroun dat de stedenband had willen continueren.

## Onderwijs
In Rijswijk bevinden zich twaalf basisscholen en enkele scholen voor voortgezet onderwijs. De Rijswijkse vestiging van de Haagse Hogeschool verhuisde in augustus 2009 naar Delft.

## Openbaar groen
Rijswijk telt verschillende parken, zoals het Rijswijkse Bos, het Elsenburgerbos en het Wilhelminapark.

## Cultuur

### Musea
- Museum Rijswijk
- Museum Bescherming Bevolking

### Monumenten

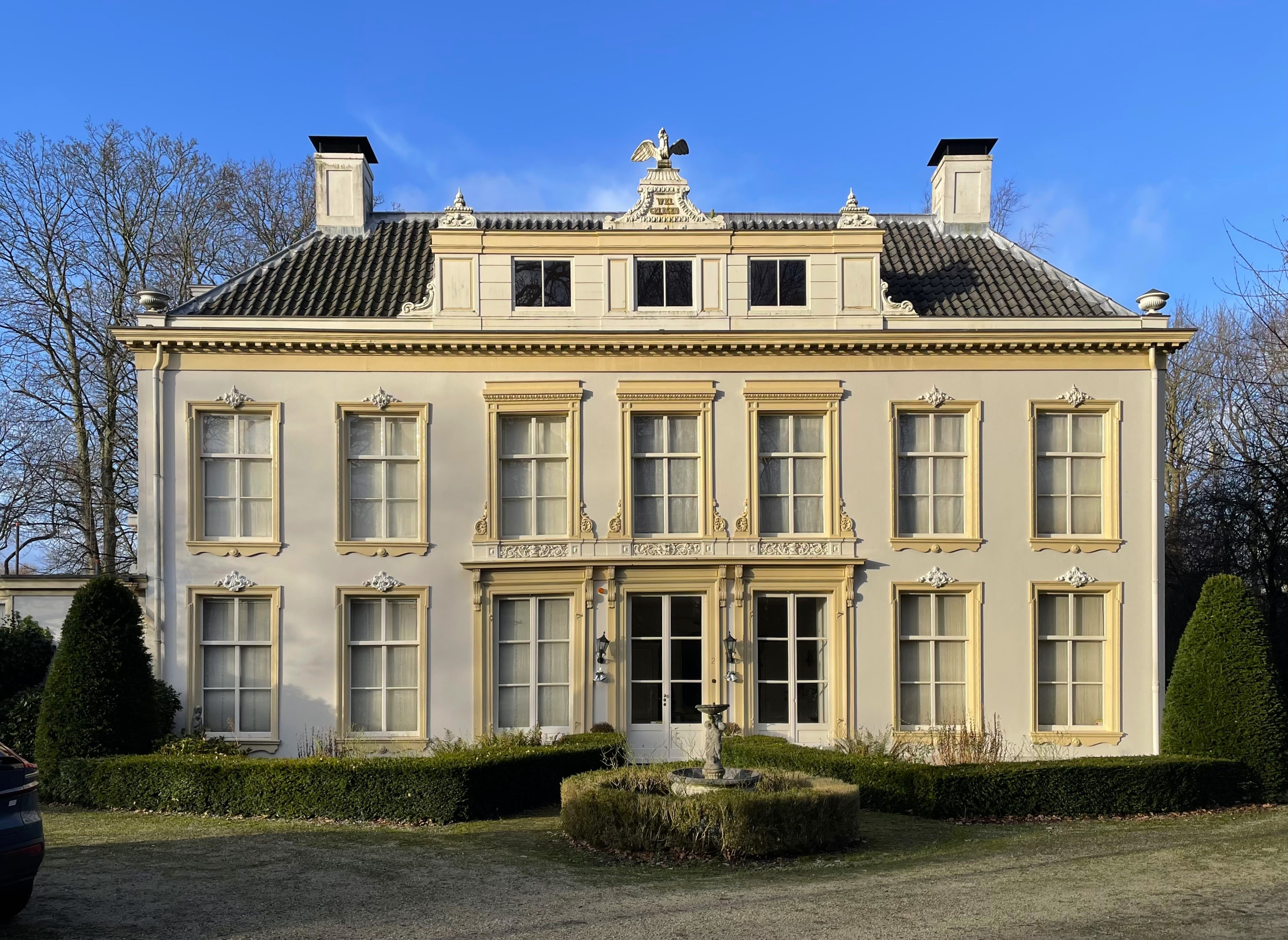
Villa Welgelegen

Voor rijksmonumenten, gemeentelijke monumenten en oorlogsmonumenten in de gemeente, zie:
- Lijst van rijksmonumenten in Rijswijk
- Lijst van gemeentelijke monumenten in Rijswijk
- Lijst van oorlogsmonumenten in Rijswijk
- Lijst van Stolpersteine in Rijswijk

### Kunst in de openbare ruimte
In de gemeente Rijswijk zijn diverse beelden, sculpturen en objecten geplaatst in de openbare ruimte, zie:
- Lijst van beelden in Rijswijk

## Afbeeldingen

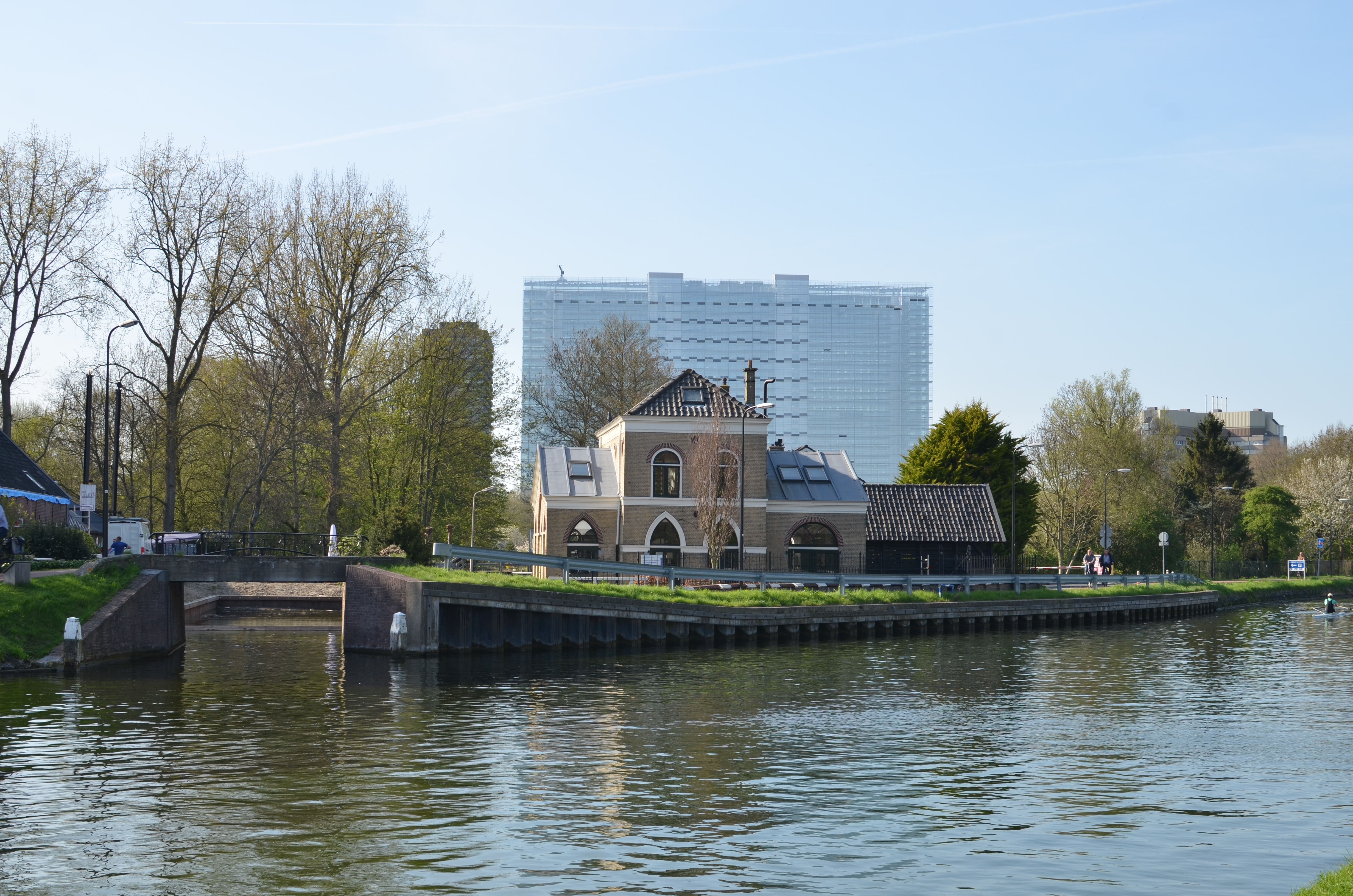
Het jaagpad in Rijswijk ZH, gezien vanaf de overzijde van de Vliet met op de achtergrond her Europees Octrooibureau
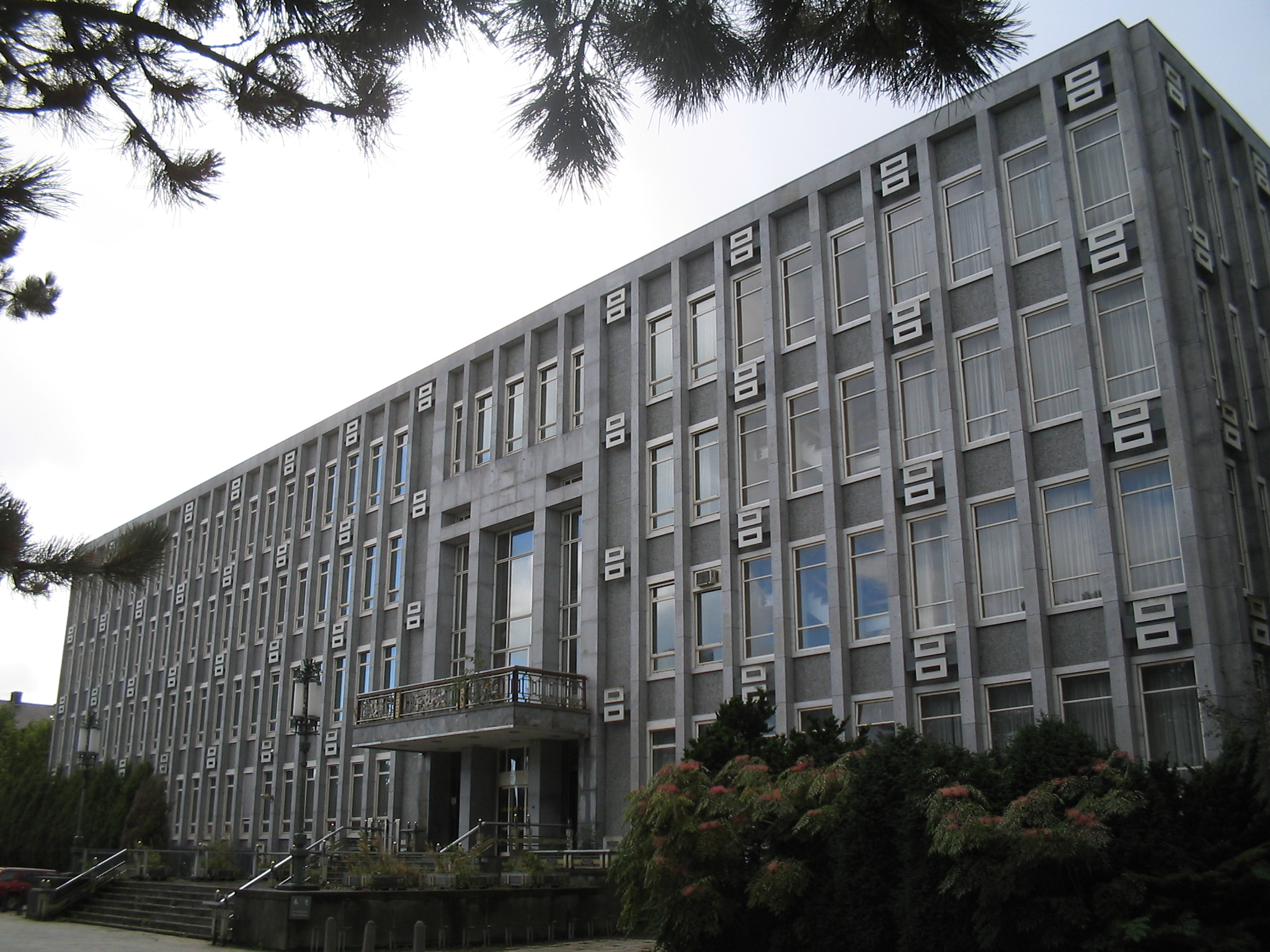
Het oude gemeentehuis
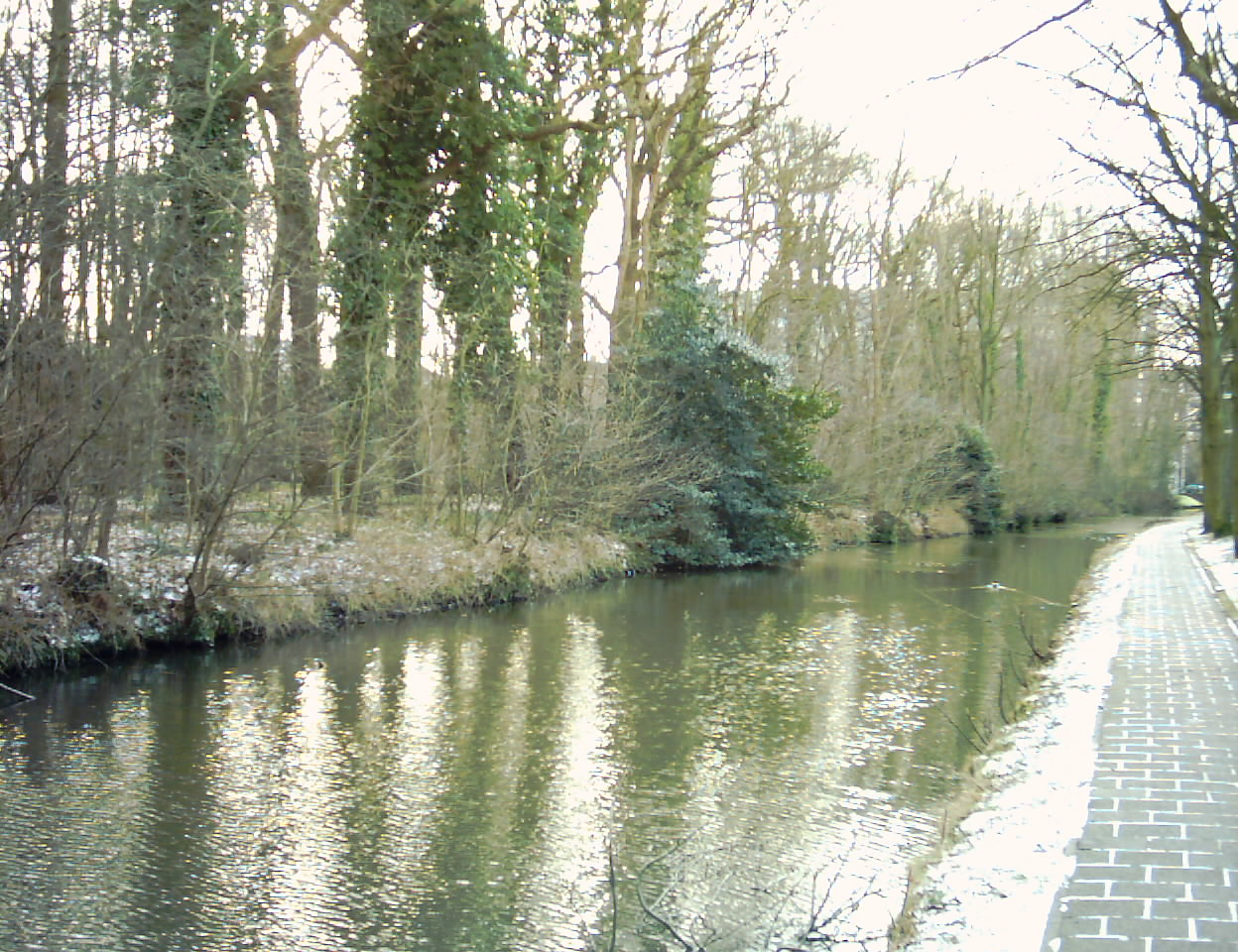
Het Rijswijkse Bos
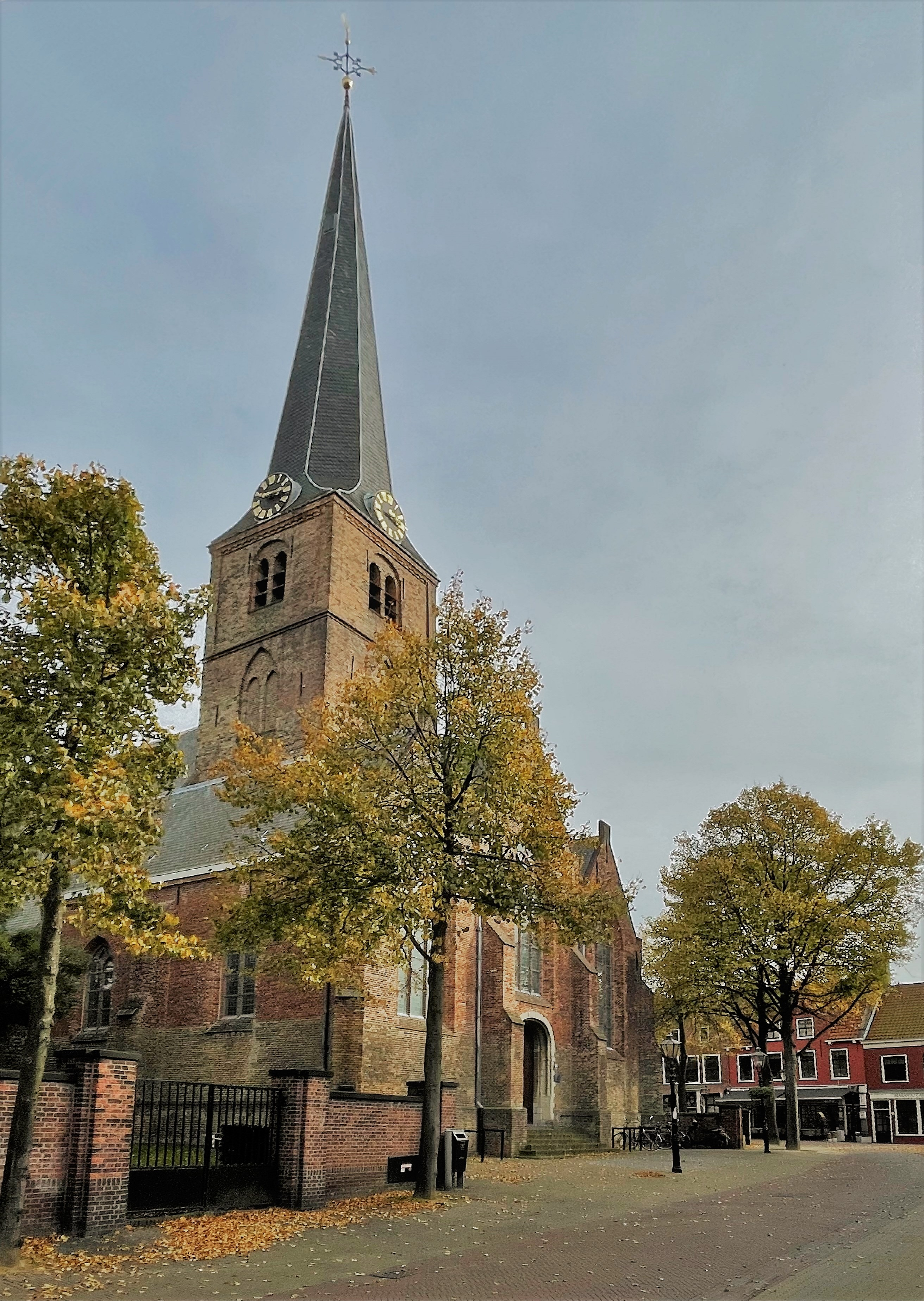
Oude Kerk (in 2022)
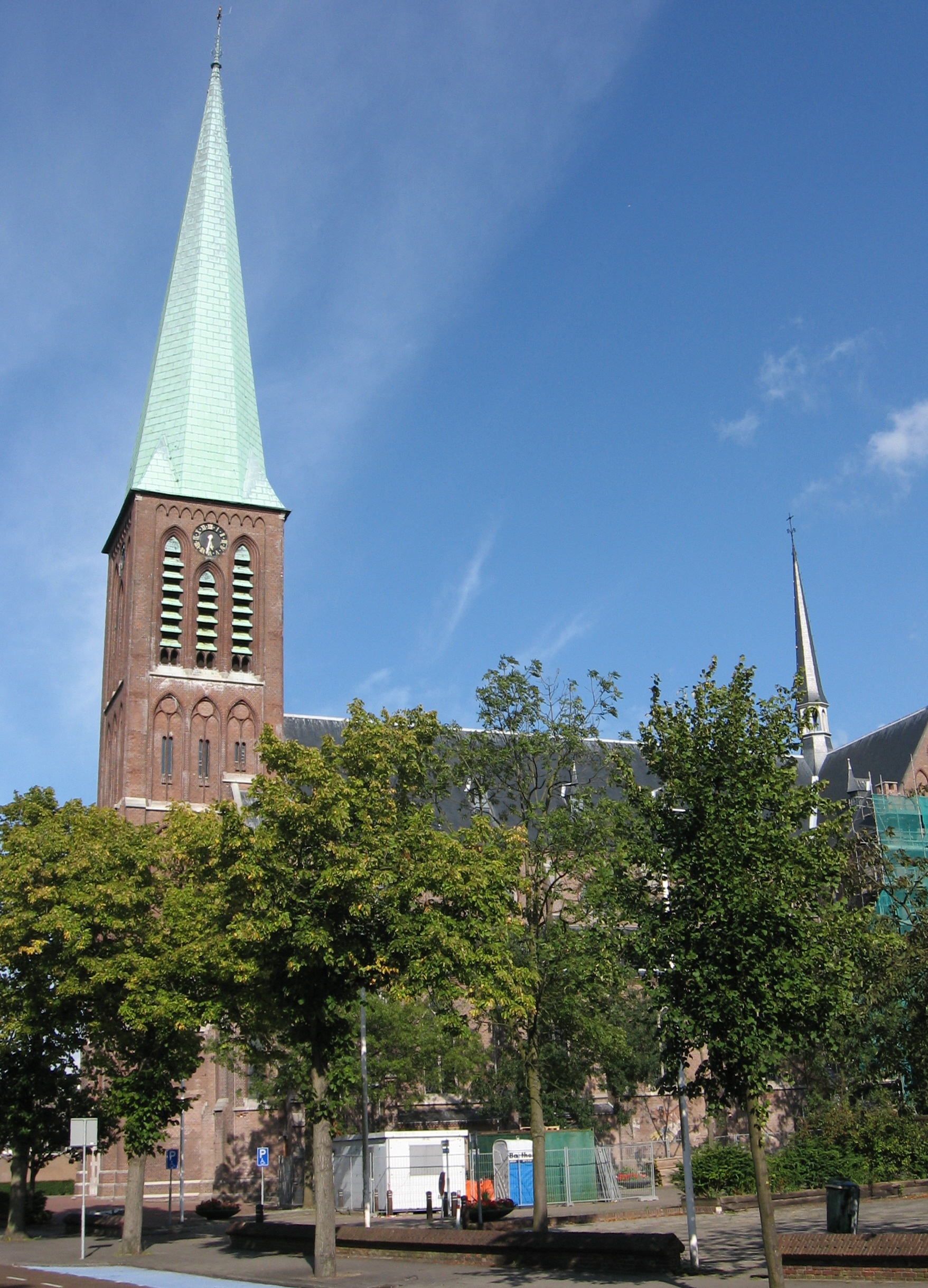
Sint-Bonifatiuskerk (1897), met zijn hoge kerktoren

## Aangrenzende gemeenten
| Aangrenzende gemeenten | Aangrenzende gemeenten            | Aangrenzende gemeenten | Aangrenzende gemeenten | Aangrenzende gemeenten   |
| ---------------------- | --------------------------------- | ---------------------- | ---------------------- | ------------------------ |
| Den Haag               |                                   |                        |                        | ( Leidschendam-Voorburg) |
|                        |                                   |                        |                        |                          |
| Westland               | Den Haag (Leidschenveen-Ypenburg) |                        |                        |                          |
|                        |                                   |                        |                        |                          |
| Midden-Delfland        |                                   | Delft                  |                        |                          |